# Selección de fútbol de Suecia
La selección de fútbol de Suecia (en sueco: Sveriges herrlandslag i fotboll) es el equipo representativo del país en las competiciones oficiales. Su organización está a cargo de la Asociación Sueca de Fútbol, perteneciente a la UEFA y a la FIFA.
Suecia ha tenido varias participaciones exitosas en la Copa Mundial de Fútbol, destacándose la edición de Suecia 1958 donde los suecos fueron subcampeones. Además, han conseguido el tercer lugar en dos ocasiones: Brasil 1950 y Estados Unidos 1994 y un cuarto lugar: Francia 1938.
Su mejor participación en la Eurocopa fue también en el torneo que organizaron, en 1992, donde llegaron a la semifinal.

## Historia
Suecia ha sido tradicionalmente un equipo fuerte en el fútbol internacional, con 12 apariciones en la Copa del Mundo y 3 medallas en los Juegos Olímpicos. El equipo sueco terminó segundo en la Copa del Mundo de 1958, cuando era el equipo anfitrión, siendo derrotado por Brasil 5-2 en la final. Suecia también ha terminado en tercer lugar dos veces, en 1950 y 1994. En 1938, terminaron cuartos.

### Historia temprana

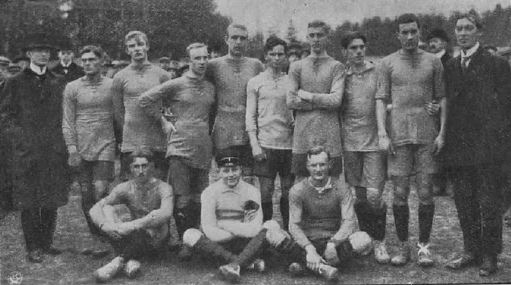
El equipo sueco en 1911.

Suecia jugó su primer partido internacional contra Noruega el 12 de julio de 1908, una victoria por 11-3. Otros partidos en 1908 se jugaron contra Inglaterra, Gran Bretaña, Holanda (dos veces) y Bélgica; Suecia perdió los cinco partidos. En el mismo año, Suecia compitió en los Juegos Olímpicos de Verano de 1908 por primera vez. Suecia, sin embargo, perdió un juego en los Juegos Olímpicos contra Gran Bretaña 1-12, la mayor derrota en la historia de la selección sueca.
En 1916, Suecia derrotó a Dinamarca por primera vez.
Suecia jugó en los Juegos Olímpicos de 1912 (como anfitriones), los Juegos Olímpicos de 1920 y los Juegos Olímpicos de París 1924, donde Suecia se llevó el bronce y su primera medalla.

### Copa Mundial de la FIFA de 1938
La Copa del Mundo de 1938 fue la segunda clasificación de Suecia para la Copa del Mundo. En la primera ronda, estaba programado para jugar contra Austria, pero después de la ocupación de Austria por parte de Alemania , el equipo austríaco no pudo seguir jugando en el torneo. En cambio, Suecia fue directamente al partido de cuartos de final contra Cuba . Vencieron a Cuba 8-0 con Harry Andersson (en su debut) y Gustav Wetterström anotando hat-tricks. En el partido de semifinales contra Hungría, Suecia perdió 1-5. El siguiente partido de Suecia fue el partido por el tercer puesto contra Brasil. En ese juego, los suecos perdieron 2-4 y terminaron en cuarto lugar por primera y única vez en la historia del fútbol sueco.

### Juegos Olímpicos de 1948

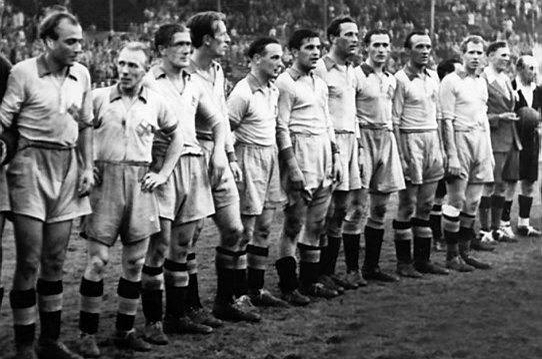
Plantel sueco que ganó la medalla de oro.

En la primera ronda, Suecia jugó contra Austria. El equipo austríaco se había clasificado sin sus jugadores profesionales, lo que fue una sorpresa ya que la liga austriaca tenía muchos jugadores profesionales a los que se les permitió jugar en el torneo. El partido se jugó en White Hart Lane en Londres y Suecia ganó 3-0. En el segundo juego, Suecia jugó contra Corea del Sur y ganó 12-0, una de las dos victorias con mayor margen que Suecia haya tenido. En la semifinal, Suecia se enfrentó a sus archirrivales de Dinamarca venciéndolos 4-2.
La final se jugó en el legendario Estadio de Wembley en Londres. La asistencia fue de alrededor de 40.000 personas, lo que era alto para un partido de fútbol en esos días. Suecia se enfrentó a Yugoslavia en la final y ganó 3-1, con goles de Gunnar Gren (24', 67'), Stjepan Bobek (42') y Gunnar Nordahl (48'). Esta fue la primera victoria de un campeonato de Suecia en cualquier torneo internacional de fútbol.

### Copa Mundial de la FIFA 1950

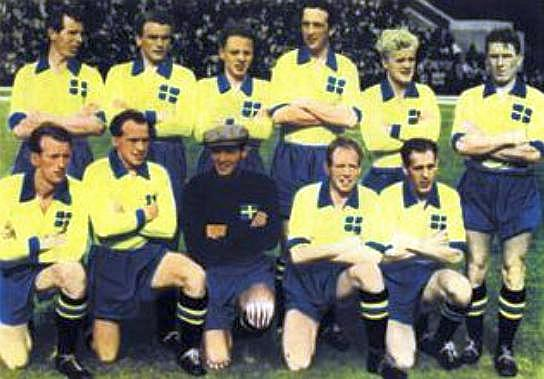
La escuadra sueca.

En la Copa del Mundo de 1950, la Asociación Sueca de Fútbol no permitió la participación de ningún jugador de fútbol sueco profesional. En consecuencia, Suecia solo envió jugadores amateurs durante el torneo.
Al clasificarse para el torneo como una de las seis selecciones europeas, Suecia jugó en el mismo grupo que Italia y Paraguay. (India se retiró del grupo).
En el primer partido, Suecia venció a Italia por 3-2 en São Paulo. El segundo partido fue un empate 2-2 contra Paraguay. Con la mayor cantidad de puntos en el grupo, Suecia avanzó a la siguiente ronda.
Su primer juego en la segunda etapa, también en formato de grupo, fue contra el anfitrión Brasil. Se jugó en el Estadio Maracaná con una asistencia total de más de 138.000 espectadores, hasta el día de hoy el récord de asistencia de la selección sueca. El juego terminó 7-1 para Brasil y se rumorea que casi todos en la audiencia brasileña se despidieron de los suecos con sus bufandas.
El siguiente partido fue contra Uruguay, contra quien Suecia jugó por primera vez en la historia de la Copa del Mundo. Jugado en São Paulo, Uruguay ganó el juego 3-2, lo que significó que Suecia no pudo jugar por el oro.
El último partido de Suecia en el torneo se jugó en São Paulo, contra España. Suecia ganó 3-1 con goles de Stig Sundqvist (15'), Bror Mellberg (34') y Karl-Erik Palmér (79'). Suecia terminó tercero en el grupo y se llevó su primera medalla de la Copa del Mundo. Como Suecia era el equipo europeo mejor clasificado, Suecia era, en ese momento, considerada "campeona europea no oficial".
En los Juegos Olímpicos de 1952, Suecia siguió logrando éxitos y ganó un bronce olímpico. Al año siguiente, la Asociación de Fútbol decidió no permitir que los profesionales extranjeros jugaran en el equipo nacional y el equipo no pudo clasificarse para la Copa del Mundo de 1954 en Suiza, dónde Suecia solo quedó en segundo lugar en su grupo de clasificación detrás de Bélgica.

### Subcampeonato en la Copa Mundial de la FIFA de 1958

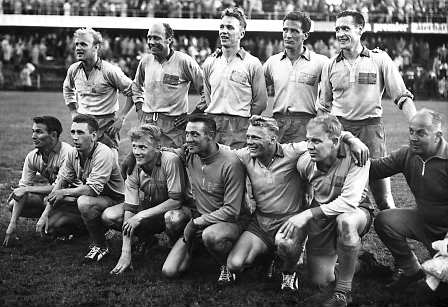
Plantel sueco que quedó subcampeón en el Mundial 1958.

En 1956, la federación sueca de fútbol permitió que los futbolistas profesionales volvieran a jugar para la selección nacional, lo que dio a los fanáticos del fútbol sueco la esperanza de la Copa Mundial de Fútbol de 1958. Suecia, la nación anfitriona, estaba en el mismo grupo que México, Hungría y Gales.
El primer partido, Suecia vs México, se jugó en el Råsundastadion, Solna y asistieron alrededor de 32.000 personas. Suecia ganó el juego 3-0, tomando la delantera en el Grupo 3. El siguiente partido fue contra Hungría, que había terminado subcampeón en la Copa del Mundo de 1954 en Suiza y también era el Campeón Olímpico de 1952. También jugado en Råsund, este juego terminó 2-1 para Suecia, con ambos goles marcados por Kurt Hamrin. En el siguiente partido, contra Gales, Suecia empató 0-0.
Al llegar a los cuartos de final, jugando en Råsund por cuarta vez en este torneo, Suecia se enfrentó a la URSS y ganó 2-0.
La semifinal en Ullevi, Gotemburgo, fue el único partido del torneo que Suecia no jugó en Råsunda. La multitud de alrededor de 50.000 personas asistió a uno de los mejores partidos que jugó Suecia en el torneo. Alemania Federal lideró por 1-0 cuando Erich Juskowiak fue expulsado en el minuto 59'. Suecia ganó 3-1.
La final se jugó en Råsund entre el país anfitrión Suecia y el subcampeón de la Copa Mundial de la FIFA 1950, Brasil. La asistencia total fue de aproximadamente 52.000 personas. Brasil terminó ganando la Copa del Mundo por primera vez después de vencer a Suecia por 5-2. En consecuencia, Suecia se convirtió en subcampeón, el mejor resultado para Suecia en cualquier Copa del Mundo y el único país nórdico que lo ha logrado hasta ahora. Después del partido final, los jugadores brasileños honraron a la nación anfitriona corriendo por el campo con una bandera sueca.

### Década de los 60

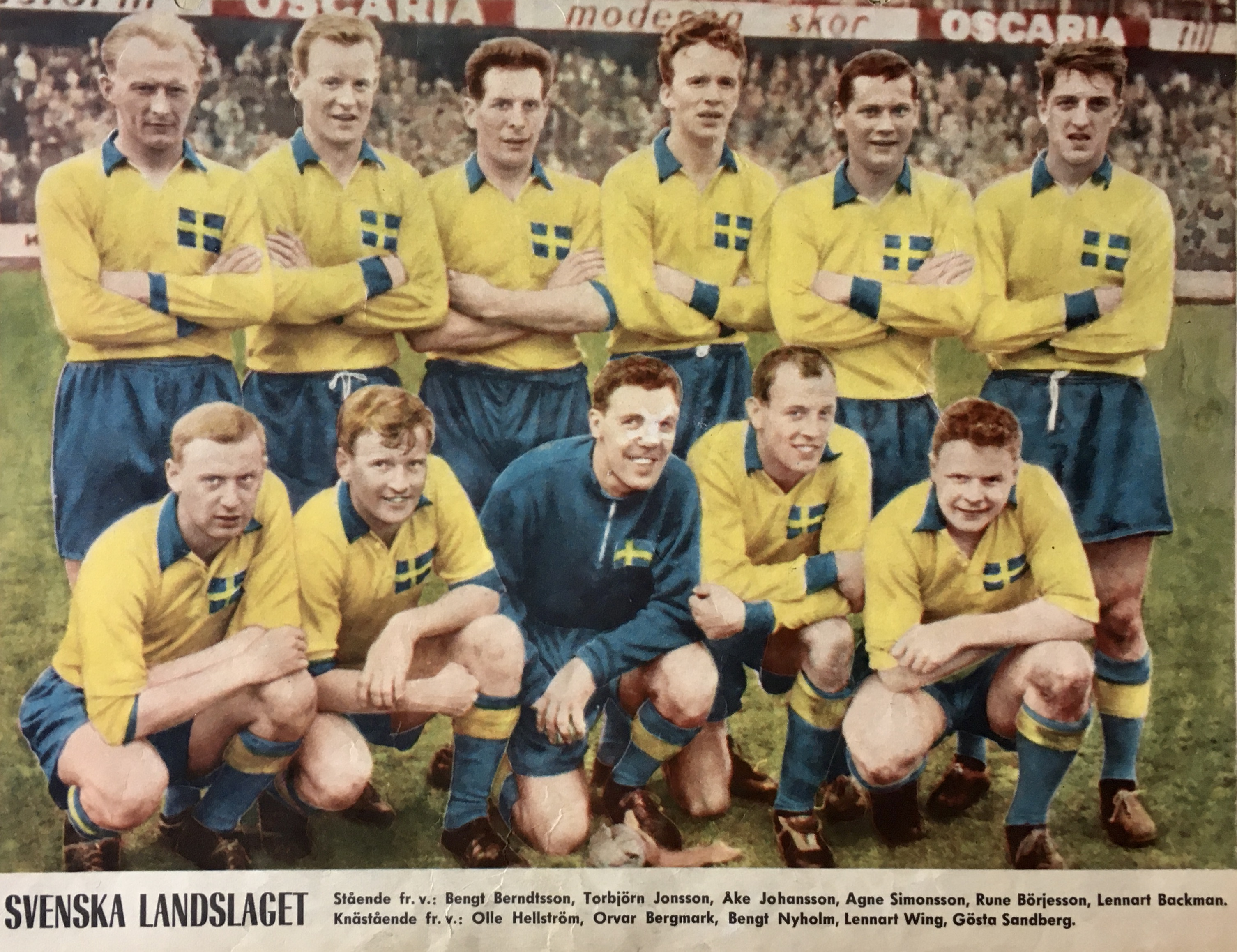
TEl equipo nacional de fútbol de Suecia en 1961 con estos jugadores - desde la izquierda, de pie: Bengt "Fölet" Berndtsson, Torbjörn Jonsson, Åke "Bajdoff" Johansson, Agne Simonsson, Rune Börjesson y Lennart Backman; agachados: Olle "Lappen" Hellström, Orvar Bergmark, Bengt "Zamora" Nyholm, Lennart Wing y Gösta "Knivsta" Sandberg.

Después de la exitosa Copa del Mundo de 1958, la suerte de Suecia disminuyó. En la ronda de clasificación de la Copa del Mundo de 1962, Suecia ganó su grupo de manera impresionante (anotando 10 goles y solo con 3 goles en contra), pero aún tenía que ganar un partido de play-off contra Suiza para clasificarse. El partido se jugó en Berlín Occidental y los suizos ganaron 2-1.
Suecia casi llega al Campeonato de Europa de la UEFA de 1964. Comenzó el play-off contra Noruega y ganó el primer partido y empató en el último. En la segunda ronda, Suecia venció a Yugoslavia, 3-2, pero perdió el primer juego. En los cuartos de final, Suecia jugó contra el campeón defensor, la Unión Soviética. Suecia empató el primer juego pero perdió el segundo.
Durante la clasificación para la Copa del Mundo de 1966, Suecia estaba en el grupo 2 de clasificación de la UEFA. Suecia comenzó la clasificación con un empate contra Alemania Occidental y luego una victoria por 3-0 sobre Chipre. Pero solo avanzó el ganador del grupo y Suecia fue eliminada con una derrota en su próximo partido contra Alemania Occidental.
Suecia entró con éxito en el Campeonato de Europa de la UEFA en 1968, pero terminó en el grupo de clasificación 2.
El único gran éxito de Suecia en los años 60 fue clasificarse para la Copa del Mundo de 1970, después de ganar el Grupo 5 de la UEFA por delante de Noruega y Francia. Suecia terminó tercero en su grupo, perdiendo un desempate con el eventual # 4 Uruguay, y sin embargo, no avanzó a la ronda eliminatoria. El ganador del grupo de Suecia fue finalmente el subcampeón mundial Italia.

### Copa Mundial de la FIFA 1974
En la clasificación para la Copa Mundial de la FIFA de 1974, Suecia estaba en el mismo grupo que Austria, Hungría y Malta. Suecia logró una estrecha victoria en un clásico partido fuera de casa contra Austria en un Gelsenkirchen nevado y avanzó a la Copa del Mundo en Alemania.
El grupo al que se sumó Suecia incluyó a Uruguay, Holanda y Bulgaria. El primer partido contra Bulgaria terminó en empate. En el segundo partido contra Holanda, Suecia empató de nuevo. El último partido de la ronda se jugó contra Uruguay. Ese partido fue la primera victoria de Suecia en el torneo, cuando venció a Uruguay por 3-0 con goles de Roland Sandberg (74') y Ralf Edström (46', 77'). Suecia terminó segundo en el grupo y avanzó a la segunda fase de grupos.
En la segunda fase de grupos, Suecia fue derrotada en el primer partido contra Polonia 0-1. La situación después de la derrota contra Polonia era que si Suecia perdía contra Alemania Occidental con un solo gol de diferencia y Yugoslavia derrotaba a Polonia, Suecia sería segunda en el grupo y jugaría por la medalla de bronce. Pero desde que Polonia venció a Yugoslavia 2-1, Suecia tuvo que ganar el partido contra la nación anfitriona, Alemania Occidental, para terminar segunda en el grupo.
El partido contra Alemania Occidental se jugó en Düsseldorf con una asistencia de 66.500 personas. El delantero sueco Ralf Edström le dio a los escandinavos la ventaja por 1-0 a los 29 minutos. Pero en la segunda mitad, Alemania Occidental tomó el control del juego, incluso después del empate de Roland Sandberg a los 52 minutos. Alemania ganó 4-2. Tras el torneo, los jugadores alemanes comentaron que el partido contra Suecia fue su mejor partido en ese torneo. El último partido de Suecia se jugó en Düsseldorf contra Yugoslavia. Suecia ganó ese juego 2-1. Terminaron el torneo como el equipo del quinto lugar. El equipo sueco tenía perfiles que Ronnie Hellström, Bo Larsson y Björn Nordqvist.
Suecia no se clasificó para los cuartos de final del Campeonato de Europa en 1976. El 11 de mayo de 1976, Suecia perdió por primera vez desde 1937 en casa ante Dinamarca.

### Copa Mundial de la FIFA 1978
1978 se llevó a Suecia por tercer Mundial consecutivo. Suecia pasó de la fase de clasificación en un grupo de tres equipos con Suiza y Noruega como oponentes. La sesión de clasificación se jugó en 1976 y 1977 en la Copa del Mundo de 1978 en Argentina, Suecia jugó el primer partido con un empate (1-1) contra Brasil. El anotador sueco fue Thomas Sjöberg. El 1-1 fue el mejor resultado de Suecia hasta ahora en el contexto de la Copa del Mundo contra Brasil (el resultado se repitió entre los dos países en la final de la Copa del Mundo en 1994). Luego, el equipo perdió contra Austria (0-1) y España (0-1). El equipo sueco terminó último en el grupo con 1 punto y diferencia de goles 1-3. Varios de los perfiles de 1974, todavía con (Larsson, Edström, Nordqvist) pero también nuevos jugadores como Anders Linderoth, Hasse Borg y Torbjörn Nilsson.

### Entre 1979–1990
Después de la exitosa década de 1970, llegando a las tres Copas del Mundo, Suecia cambió a su entrenador de Georg "Åby" Ericson a Lars "Laban" Arnesson. Arnesson había sido un exitoso entrenador del Östers IF antes de convertirse en entrenador de la selección nacional. No consiguieron clasificarse para la Copa Mundial de la FIFA de 1982 y acabaron en tercer lugar ante Escocia e Irlanda del Norte. En 1983, Suecia se enfrentó a Brasil en Gotemburgo para jugar un amistoso, el partido terminó 3-3. No consiguieron clasificarse para la Eurocopa 1984, a pesar de derrotar a Italia por 3-0 en Nápoles, con dos goles de Glenn Strömberg , pero no pudieron imponerse a Rumanía en la batalla por el primer puesto, perdiendo a ambos fuera de casa. y en casa contra los tricolor. Continuaron los reveses suecos. Después de la clasificación fallida para la Copa del Mundo de 1986, Olle Nordin se hizo cargo del equipo. Suecia perdió su partido contra Checoslovaquia por 1-2 en la última ronda de clasificación, mientras que Portugal ganó inesperadamente 1-0 a domicilio contra Alemania Occidental y ocupó el segundo lugar en el grupo. Fue la primera derrota de Alemania Occidental en un clasificatorio para la Copa del Mundo.
Suecia tampoco se clasificó para la Eurocopa de 1988 en Alemania Occidental. Ganaron su grupo de clasificación para la Copa del Mundo de 1990 por delante de Inglaterra y pasaron a su primera Copa del Mundo en 12 años. Sin embargo, la campaña de la Copa del Mundo terminó rápidamente después de tres derrotas 1-2 en los partidos de la fase de grupos, contra Brasil, Escocia y Costa Rica. En mayo de 2018, es la única vez que Suecia no ha logrado sumar puntos en un torneo de la Copa del Mundo. Después de la Copa del Mundo, Olle Nordin renunció y Nisse Andersson se convirtió en entrenador temporal hasta que Tommy Svensson asumió el cargo en 1991.

### Localía en la Euro 1992
Como anfitrión de la UEFA Euro 1992, Suecia jugó en su primer campeonato de Europa. Fueron sorteados en el grupo A con Dinamarca, Francia e Inglaterra. Suecia logró avanzar como campeona de grupo por delante de la eventual campeona Dinamarca. En las semifinales que siguieron a la fase de grupos, Suecia fue eliminada por Alemania por 2-3. En julio de 2016, el puesto en semifinales sigue siendo el mejor resultado de Suecia en un Campeonato de Europa

### Copa Mundial de la FIFA 1994
Suecia se clasificó para la Copa del Mundo de 1994 en los Estados Unidos en la cima de su grupo de clasificación por delante de Bulgaria y Francia. Suecia se colocó en el Grupo B con Brasil, Camerún y Rusia. El primer juego contra Camerún en Los Ángeles parecía ser otra derrota 1-2 (después del fiasco de la Copa del Mundo de 1990 con derrotas de 1-2 en los tres juegos) pero en el minuto 75, Martin Dahlin anotó el empate de un rebote. disparo de Henrik Larsson y el partido terminó 2-2. En el siguiente partido contra Rusia en Detroit, Rusia recibió un penalti temprano y puso el 1-0. Suecia logró remontar, con un gol de penalti de Tomas Broliny dos goles de Martin Dahlin, con el resultado final de 3-1. En el último partido de la fase de grupos, contra Brasil (también en Detroit), empató 1-1 tras los goles de Kennet Andersson (23') y Romário (47').
En el primer partido de la fase eliminatoria, Suecia se enfrentó a Arabia Saudita en el calor y la humedad extremos de Dallas, donde el juego comenzó en el momento más caluroso del día, a las 4:30 p. m., donde las temperaturas superaron los 40 .°C (104 .°F) en un estadio al aire libre. Suecia ganó 3-1 tras dos goles de Kennet Andersson y uno de Martin Dahlin. El partido de cuartos de final de Suecia en San Francisco contra Rumanía se ha convertido en un partido memorable para los fanáticos del fútbol sueco. Después de que Suecia anotara al final de la segunda mitad, Rumanía logró empatar en los últimos minutos del partido, enviándolo a la prórroga. Florin Răducioiu de Rumanía, que marcó el primer gol de Rumanía, marcó el segundo de la jornada para llevar a Rumanía por delante en el minuto 101. Pero con cinco minutos para el final, Kennet Andersson anotó con un cabezazo para empatar a 2-2. La tanda de penaltis comenzó con un fallo de Håkan Mild de Suecia, pero Thomas Ravelli logró salvar dos penaltis de Daniel Prodan y Miodrag Belodedici , dando a Suecia la victoria y convirtiéndose en un héroe. Suecia avanzó a las semifinales, donde se enfrentaría a Brasil en Los Ángeles. Habían logrado marcar en la fase de grupos contra Brasil, pero no pudieron hacerlo por segunda vez. Tras la expulsión de Jonas Thern con tarjeta roja, Romário marcó el único gol del partido en el minuto 80.
En el partido por el tercer puesto, Suecia jugó contra un equipo de Bulgaria que había perdido ante Italia en su partido de semifinales en la ciudad de Nueva York. Suecia anotó 4 goles en la primera mitad, pero la segunda se fue sin goles. Suecia terminó tercero y ganó la medalla de bronce, la mejor posición para el equipo nacional en una Copa del Mundo desde la medalla de plata de 1958. Esto llevó a Suecia a un segundo lugar en la Clasificación Mundial de la FIFA durante un mes, en noviembre de 1994.
Terminaron como los máximos goleadores del torneo, con 15 goles marcados en total.

### Fracaso en la Clasificación Euro 96 y el Mundial de Francia 98
Después de la Copa del Mundo de 1994, Suecia tuvo dificultades para alcanzar el mismo nivel. La selección nacional fue eliminada en la clasificación para el Campeonato de Europa de 1996 en Inglaterra y la Copa del Mundo de Francia en 1998. La clasificación para la Euro 96 había comenzado con una victoria de Suecia 1-0 a domicilio contra Islandia en septiembre de 1994, pero luego perdió contra Suiza fuera de casa. En noviembre de 1994, Tomas Brolin se rompió el pie en la victoria ante Hungría. En la primavera de 1995 continuó el fracaso en las eliminatorias del Campeonato de Europa. Suecia perdió los partidos fuera de casa contra Turquía y empató 1-1 en casa ante Islandia. Cuando Suecia empató 0-0 contra Suiza en Gotemburgo en septiembre de 1995, estaba claro que el equipo se perdería la final del Campeonato de Europa.
El partido de clasificación para Francia 98 no fue mejor. En octubre de 1996, Austria ganó 1-0 en Estocolmo y un mes después de que los suecos perdieran contra Escocia en campo contrario. Es cierto que Suecia ganó contra Escocia en el partido de vuelta en Gotemburgo en la Noche de Walpurgis en 1997, pero en septiembre de 1997 ganó a Austria 1-0 en Viena. En octubre de 1997, Tommy Svensson renunció como entrenador en jefe y Tommy Söderberg asumió el cargo.

### UEFA Euro 2000
Suecia se clasificó de manera impresionante para este torneo, ganando todos los partidos excepto el partido fuera de casa contra Inglaterra (0-0) y concediendo solo un gol. Sin embargo, la final fue una gran decepción. Suecia perdió su primer partido el 10 de junio contra la anfitriona Bélgica 1-2. Johan Mjällby marcó el gol de Suecia en el minuto 53 tras un error del portero belga Filip De Wilde, mientras que Bélgica ganó con goles de Bart Goor en el minuto 43 y de Émile Mpenza en el 46. Luego, el 15 de junio, Suecia jugó 0-0 contra Turquía. El 19 de junio, Suecia perdió 2-1 ante el eventual subcampeón Italia en el último partido de la fase de grupos. Luigi Di Biagioanotó con un cabezazo en un tiro de esquina en la primera mitad para dar a Italia la ventaja. Al final de la segunda mitad, Henrik Larsson empató a 1-1. Pero después de que Daniel Andersson perdiera el control del balón, Alessandro Del Piero disparó hacia la esquina superior. Suecia terminó el grupo en último lugar detrás de Bélgica con solo 1 punto. Italia terminó primero y Turquía segundo.

### Copa Mundial de la FIFA 2002
Suecia se clasificó invicta para la Copa Mundial de la FIFA 2002 , por delante del eventual tercer clasificado, Turquía. Suecia se incluyó en el "grupo de la muerte", el Grupo F, que también contó con los grandes favoritos Argentina, Inglaterra y Nigeria. El primer partido fue contra Inglaterra el 2 de junio. Sol Campbell le dio a Inglaterra la ventaja en la primera mitad al cabecear en una esquina izquierda de David Beckham. El gol del empate lo marcó el mediocampista Niclas Alexandersson, con un potente disparo de zurda desde fuera del área que superó a David Seaman. El partido terminó 1-1. En el siguiente partido, el 7 de junio, Suecia se enfrentó a Nigeria. Julius Aghahowa le dio la ventaja a Nigeria al cabecear un centro desde la derecha. Suecia logró igualar con un gol de Henrik Larsson. Más adelante en el juego, Larsson recibió una falta en el área de penalti y Suecia recibió un penalti que el propio Larsson metió en la portería. Suecia ganó 2-1.
En el último partido del grupo el 12 de junio, Suecia se enfrentó a Argentina, que necesitaba ganar después de perder 0-1 ante Inglaterra en el partido anterior. El centrocampista sueco Anders Svensson anotó un gol de tiro libre desde 30 metros. Andreas Andersson disparó al travesaño y salió en un intento por ampliar la ventaja. Mattias Jonson cometió una falta en el área y Argentina recibió un penalti. Ariel Ortega disparó directo sobre Magnus Hedman, el portero sueco, pero Hernán Crespo se precipitó al área y disparó el rebote de Hedman entre las piernas del arquero. El gol fue polémico porque Crespo empezó a correr hacia el área al mismo tiempo que Ortega se adelantaba para disparar. Sin embargo, el partido terminó 1-1 y Suecia ganó el grupo, Inglaterra en segundo lugar, Argentina tercero y Nigeria último.
En los octavos de final del 16 de junio, Suecia se enfrentó a Senegal. Henrik Larsson le dio a Suecia una ventaja temprana al cabecear en un córner de Anders Svensson. Senegal empató a través de Henri Camara. También tuvieron un gol anulado por fuera de juego. El partido llegó al gol de oro de la muerte súbita. La estrella en ascenso Zlatan Ibrahimović entró y casi ganó el partido a Suecia. Hizo una gran carrera por la banda derecha pasando a varios jugadores de Senegal, y disparó con su pie izquierdo más débil desde un ángulo cerrado directamente al portero de Senegal Tony Sylva. Ibrahimović tenía a Larsson y Svensson en excelentes posiciones para un pase, pero en su lugar disparó. Luego, Svensson hizo un gran giro pasando a un defensor y golpeó el poste con un potente disparo, que Sylva no habría tenido ninguna posibilidad de salvar si hubiera entrado en los postes. Luego, Camara hizo un tiro débil que pasó a Hedman, salió del poste y entró en la portería. En consecuencia, Suecia fue eliminada. Henrik Larsson anunció su retiro de la selección nacional después del torneo.

### UEFA Euro 2004
A pesar de otra impresionante campaña de clasificación y el regreso inesperado de Henrik Larsson, Suecia llegó al torneo en Portugal con pocas expectativas. Pero después de una deslumbrante victoria por 5-0 contra Bulgaria el 14 de junio, se convirtió en uno de los favoritos. Fredrik Ljungberg inició el festival de goles tras un pase bien hecho de Zlatan Ibrahimović. Henrik Larsson anotó 2-0 y 3-0 en la segunda mitad. Su primer gol fue un cabezazo en picado después de un balón cruzado perfectamente tomado desde la izquierda por Erik Edman. Zlatan Ibrahimović marcó 4-0 de penalti y el suplente Marcus Allbäckmarcó el último gol del partido. Después de la victoria por 5-0, Suecia se convirtió en un equipo temido en el torneo y muchos se sorprendieron por el juego ofensivo de Suecia, ya que se sabía que jugaban principalmente una forma defensiva de fútbol.
En el siguiente partido, el 18 de junio, se enfrentaron a Italia, que demostraría ser un rival muy duro. A los 36 minutos Antonio Cassano marcó el primer gol del partido para Italia tras un centro de Christian Panucci. Un gran juego del portero sueco Andreas Isaksson hizo que Suecia sobreviviera el resto del juego y, después de 84 minutos, Zlatan Ibrahimović marcó un gol de tacón para poner el 1-1, que se convirtió en el marcador final.
El último partido de Suecia del grupo se celebró contra Dinamarca. Antes del partido se dijo que si Suecia y Dinamarca jugaban 2-2, Italia sería eliminada del torneo. Esto es exactamente lo que pasó. Dinamarca lideró el juego por 2-1 durante mucho tiempo. Pero al final del juego, Mattias Jonson anotó el empate después de numerosos rebotes. Italia fue eliminada y tanto Dinamarca como Suecia se clasificaron para los cuartos de final.
En los cuartos de final del 26 de junio, Suecia jugó contra Holanda. El juego se convirtió en cero después del tiempo completo, pero no sin muchas oportunidades. Lo más cerca que estuvo Suecia de marcar fue a través de Fredrik Ljungberg, pero este golpeó el poste con un disparo bien hecho. Henrik Larsson también golpeó el travesaño desde corta distancia. Después de una prórroga sin goles, el partido pasó a la tanda de penaltis. Después de una larga serie de penaltis, fue el turno de Olof Mellberg de disparar. El portero holandés Edwin van der Sar detuvo el disparo de Mellberg y Suecia perdió la tanda de penaltis después de que Arjen Robben convirtió el penal siguiente.

### Copa Mundial de la FIFA 2006
Suecia se clasificó para la Copa del Mundo como la mejor subcampeona, detrás de Croacia, que ganó su grupo de clasificación. En el sorteo de la Copa del Mundo de diciembre de 2005, Suecia quedó en el Grupo B junto con Inglaterra, Paraguay y Trinidad y Tobago. Su equipo para el torneo incluía a jugadores que jugaban al fútbol de clubes en once países diferentes. Suecia comenzó la Copa del Mundo lentamente, registrando un empate sin goles el 10 de junio en Dortmund contra la poco conocida Trinidad y Tobago, a pesar de jugar con una ventaja de un solo hombre durante la mayor parte del juego. El segundo partido, contra Paraguay el 15 de junio en Berlín, parecía haber otro empate sin goles hasta que Freddie Ljungberg anotó con un cabezazo en el minuto 89 para darle a Suecia la victoria por 1-0. El 20 de junio, Suecia jugó su último partido de la fase de grupos contra Inglaterra en Colonia. Joe Cole anotó 1-0 para Inglaterra con un espectacular disparo de larga distancia en el minuto 34. Marcus Allbäck empató el 1-1 con un cabezazo en el minuto 51. Cuando Steven Gerard anotó de cabeza en el minuto 85, parecía que Inglaterra iba a ganar el partido. Sin embargo, Henrik Larsson hizo el 2-2 desde corta distancia en el minuto 90. El empate fue suficiente para que Suecia pasara a octavos de final. El 24 de junio, la racha de Suecia en la Copa del Mundo llegó a su fin con una derrota por 2-0 ante la nación anfitriona, Alemania, en Múnich, tras dos primeros goles de Lukas Podolski. El defensa Teddy Lučić fue expulsado de forma polémica por el árbitro Carlos Simon, quien fue capturado riendo mientras sostenía una tarjeta roja cuestionable. Henrik Larsson falló un penalti al comienzo de la segunda mitad. Después del torneo, Mattias Jonson y Teddy Lučić anunciaron que se habían retirado de la selección nacional. El 17 de julio, Henrik Larsson se retiró por segunda vez de la selección nacional.

### Euro 2008 y fracaso clasificatorio al Mundial 2010
Suecia terminó segundo en el Grupo F detrás de España , y se clasificó para la final como el mejor subcampeón. La campaña de clasificación incluyó un partido abandonado fuera de Dinamarca, por el que Suecia obtuvo una victoria por 3-0 por parte de la UEFA.
Antes de la fase final del torneo, Henrik Larsson hizo otro sensacional regreso a la selección nacional, con casi 37 años. Suecia quedó empatada en el Grupo D junto con España, Grecia y Rusia. En su primer partido en la Eurocopa de 2008 el 10 de junio, vencieron a los actuales campeones de Europa, Grecia, por un marcador de 2-0 con goles de Zlatan Ibrahimović y Petter Hansson. Su siguiente partido fue contra España el 14 de junio. El partido parecía un empate hasta que un gol de David Villa en el minuto 92 puso por delante a los españoles. En el último partido del grupo el 18 de junio, los suecos perdieron 2-0 ante los rusos, eliminándolos del torneo. Freddie Ljungberg, Marcus Allbäck y Niclas Alexandersson decidió retirarse del equipo nacional después de que Suecia fuera eliminada.
La clasificación para la Copa Mundial de la FIFA 2010 terminó desastrosamente para Suecia. En el primer juego en Tirana, solo pudieron empatar 0-0 con un equipo albanés que se esperaba que derrotara fácilmente. Cuatro días después, Suecia venció a Hungría por 2-1 con goles de Kim Källström y Samuel Holmén. Pasaría a empatar con Portugal en dos ocasiones, tanto en Estocolmo como en Oporto. Ambos juegos terminaron 0-0. Suecia perdería ante Dinamarca en casa con un disparo temprano de Thomas Kahlenberg tras un error defensivo de Mikael Nilsson. Kim Källströmtuvo un penalti salvado a principios de la primera parte, que resultó ser decisivo. Suecia se recuperó con un martilleo 4-0 de Malta. Contra Hungría y Malta, los dos goles de la victoria de Suecia se marcaron tarde. Volverían a perder ante Dinamarca en el estadio Parken de Copenhague tras un gol tardío de Jakob Poulsen. Mientras tanto, Portugal derrotó a Hungría, 3-0, colocando al equipo portugués por delante en la clasificación. Suecia derrotaría a Albania, 4-1; sin embargo, Suecia fue eliminada por la derrota de Portugal por 4-0 sobre Malta. Lars Lagerbäck dimitió y Erik Hamrén fue nombrado el próximo entrenador en jefe. Varios jugadores veteranos optaron por retirarse después de que Suecia no lograra llegar a la Copa del Mundo, entre ellos Daniel Andersson ,Mikael Nilsson y Henrik Larsson, su tercera y última retirada. Zlatan Ibrahimović se tomó un descanso de la selección nacional debido a que Suecia se perdió la Copa del Mundo. Regresó casi un año después, en agosto de 2010, y fue nombrado capitán de Suecia por el nuevo técnico Hamrén.

### Nueva clasificación a la Euro y nuevo fracaso al Mundial 2014
La campaña de Suecia en la Eurocopa 2012 con su nuevo entrenador, Erik Hamrén, comenzó bien con dos victorias consecutivas en el Grupo E contra Hungría y San Marino. Después de eso, Suecia perdió ante Holanda en Ámsterdam con 1-4, pero luego ganó contra Moldavia primero en Estocolmo con 2-1 y luego en Chișinău con 4-1. Después de la batalla contra Moldavia, Suecia venció a su vecina Finlandia por 5-0. El siguiente juego fue una derrota cuando Hungría a través de Rudolf anotó 2-1 en casa en el Estadio Puskás Ferenc en el último minuto del tiempo completo. Después de eso, Suecia derrotó a San Marino con 5-0 a domicilio, incluidos dos goles de Christian Wilhelmsson, que antes de los dos partidos contra San Marino y Hungría no había sido titular en el once inicial durante el mandato de Hamréns como entrenador en jefe. El equipo sueco luego procedió a vencer a Finlandia con 2-1 y en el juego final venció a Holanda con 3-2 para poner fin a su racha de 17 victorias consecutivas en juegos de clasificación. El 2 de diciembre de 2011, Suecia se incluyó en el Grupo D junto a Inglaterra, Ucrania y Francia en la competición Euro 2012.
Suecia jugó su primer partido el 11 de junio contra Ucrania. Zlatan Ibrahimović marcó a corta distancia tras un pase de Kim Källström en el minuto 52. Andriy Shevchenko empató al cabecear en un córner apenas tres minutos después, y en el 62, anotó otro cabezazo. Suecia no pudo responder a esto y perdió el partido 1-2. Suecia jugó su segundo partido de la fase de grupos contra Inglaterra el 15 de junio. Andy Carroll anotó 1-0 para Inglaterra con un poderoso cabezazo en el minuto 23. Suecia empató con un gol en propia puerta de Glen Johnson y tomó la delantera cuando Olof Mellberg anotó 2-1 en el minuto 59. Sin embargo, Inglaterra dio la vuelta al juego con goles de Theo Walcott yDanny Welbeck . Las dos derrotas significaron que Suecia ya estaba eliminada de la siguiente etapa. En el tercer partido de la fase de grupos el 19 de junio, Suecia jugó contra Francia. Zlatan Ibrahimović anotó una volea espectacular al comienzo de la segunda mitad y Sebastian Larsson selló una victoria sin sentido por 2-0 durante el tiempo de descuento. Después de la salida anticipada de Suecia del torneo, el veterano Olof Mellberg anunció su retiro de la selección nacional.
Jugando en el Grupo C de la Copa Mundial FIFA 2014 calificadores, Suecia terminó en segundo lugar detrás de Alemania y fue uno de los ocho equipos para pasar a la segunda ronda de clasificación. Un resultado notable durante el juego de grupo fue su partido en Alemania el 16 de octubre de 2012, donde se defendieron de 4-0 en contra con 30 minutos restantes para empatar el juego 4-4 en el Olympiastadion, y fue ampliamente considerado como una de las remontadas más memorables. en la historia del fútbol.
El nuevo estadio nacional de Suecia Friends Arena en Solna se inauguró el 14 de noviembre de 2012 con un partido amistoso contra Inglaterra, que Suecia ganó 4-2. Zlatan Ibrahimović marcó cuatro goles en una actuación de clase mundial. Su cuarto gol fue un extraordinario tiro en bicicleta desde 35 yardas, que luego ganó el Premio FIFA Puskás al gol del año.
Una victoria clave en su grupo fue el partido en casa contra Austria el 11 de octubre de 2013, cuando Martin Olsson y Zlatan Ibrahimović marcaron en la segunda parte para asegurar la victoria en el Friends Arena .
Utilizando la Clasificación Mundial de la FIFA de octubre de 2013, Suecia ocupó el puesto 25 en la general y se enfrentaría a uno de los cuatro equipos mejor clasificados en la segunda ronda de clasificación. Fueron sorteados para enfrentar a Portugal , el equipo que venció a Suecia por un lugar de clasificación en las eliminatorias de la Copa del Mundo de 2010. Cristiano Ronaldo anotó el único gol en la victoria de Portugal por 1-0 en el primer partido en Lisboa el 15 de noviembre. El partido de vuelta se jugó el 19 de noviembre en el Friends Arena de Solna. Después de que Ronaldo anotó 1-0 para Portugal, Zlatan Ibrahimović anotó dos goles rápidos para poner el 2-2 en el global. Suecia todavía necesitaba marcar un tercer gol debido al gol de visitante de Portugal. Sin embargo, Ronaldo anotó dos goles más en el contraataque y Portugal ganó el juego 3-2 y 4-2 en total. Esto significó que Suecia una vez más no pudo clasificarse para la Copa del Mundo. Debido a esto, el jugador sueco con más partidos internacionales de todos los tiempos, Anders Svensson, decidió poner fin a su carrera internacional.

### Euro 2016
En la Eurocopa 2016, Suecia quedó ubicada en el grupo E, junto a Bélgica, Italia e Irlanda, su debut fue en Estadio de Francia, donde empataron 1-1 con Irlanda, el gol a favor de Suecia no fue hecho por un sueco, en seguida, respectiva derrota por 1-0 para Italia y Bélgica. Encerrando con una campaña floja, sin gol sueco y sin una victoria, dejando dudas se regresaría a los mundiales.

### Copa Mundial de la FIFA 2018
Suecia estuvo en uno de los grupos más difíciles de las clasificatorias al Mundial 2018, ya que en su grupo también estuvieron los Países Bajos y Francia, além de la baja campaña en la Euro 2016. Sin embargo lograron la clasificación a repechaje europea - além de una grande de victoria por 8-0 sobre Luxemburgo, STM Swedbank Arena, la mayor goleada de Suecia en las eliminatorias desde 1938. En los play offs, un duro adversario, Italia, que no quedaba fuera de los mundiales desde 1958, se jugó el primer juego en territorio sueco, y salieron con la victoria  de 1 a 0 (gol de Jakob Johansson), tres días después en Milán, la Italia precisaba de una victoria por 2 goles para se clasificarse, presionaron bastante a los suecos, pero el equipo liderado por Andreas Granqvist, consiguió mantener el placar 0-0. Con eso Suecia se clasificaba para la Copa del Mundo 2018, dejando por el camino a dos selecciones históricas: Países Bajos e Italia, siendo eso uno de sus mayores logros de la historia del fútbol sueco.
En el mundial, ubicados en el grupo F, debutaron con victoria ante Corea del Sur 1-0, gol de Granqvist de penalti, enseguida vino Alemania, -quien era la campeona de 2014, pero que estaba recién derrotada- Toivonen abrió el marcador, pero los alemanes remontaron, terminando 2-1, así Suecia precisaba de una victoria para avanzar de ronda, y lo lograron venciendo a México por 3-0, goles de Ludwig Augustinsson, Andreas Granqvist y autogol de Edson Álvarez. Así terminaron como primeros de su grupo, en octavos enfrentaron a Suiza, Emil Forsberg hizo el gol de la victoria de 1 a 0, Así Suecia avanzaba a cuartos de final después de 24 años, pero la aventura acabó cuando perdieron por 2 a 0, ante Inglaterra. El regreso de Suecia fue considerada respetable, dejando buenas impresiones para su futuro.

### Nations League 2018-19
Tras terminar el mundial, Suecia jugó el recién creado Nations League, una liga con selecciones de UEFA, que contó ascenso y descenso -pero en esa primera edición no tuvo descensos, pues para la temporada 2020/21 el formato cambiaría para grupos con 4 equipos, mientras en esta temporada cada grupo tuvo 3- Suecia estuvo en la liga B con Rusia y Turquía, debutaron con derrota para los turcos por 2-3, enseguida empató sin goles con Rusia, lograron recuperarse con victoria 1-0 sobre Turquía y 2-0 sobre Rusia. Estuvieron empatados a 7 puntos con los rusos, pero la diferencia de goles ayudó a Suecia a ascender a la Liga A para la temporada 2020/21.

### Nations League 2020-21
En la NL 2020 Suecia quedó encuadrado en el grupo 3 de la Liga A, su debut fue con derrota por la mínima frente a Francia, enseguida, derrota 2-0 para Portugal, y 2-1 para Croacia, la mala racha continuó cuando perdieron por 3 a 0 para Portugal, finalmente vencieron 2-1 contra Croacia, pero luego perdieron 4-2 contra Francia. Así Suecia descendió nuevamente a la Liga B.

### Euro 2020
En la Eurocopa 2020, Suecia quedó ubicada en el grupo E, junto con España, Eslovaquia y Polonia, en su primer partido en Sevilla, obtuvo un empate sin goles ante España, luego en San Petesburgo, logró una victoria por la mínima ante Eslovaquia desde el punto penal, en la última fecha nuevamente en San Petersburgo, obtuvo una victoria por 3 a 2 ante Polonia, logrando clasificar como líder de su grupo con 7 puntos, en los octavos de final en Glasgow, se enfrentaron a la mejor tercera del grupo C Ucrania, donde Suecia fue eliminada por 1 a 2 en el último minuto del tiempo suplementario, quedándose en el décimo puesto de la tabla general.

### Fracaso clasificatorio rumbo al mundial 2022, descenso a la liga C de la Nations League 2022-23 y fracaso clasificatorio rumbo a la Euro 2024
En la clasificación rumbo al Mundial de 2022, Suecia quedó ubicada en el grupo B junto con España, Grecia, Georgia y Kosovo, quedando en el segundo lugar de su grupo con 15 puntos, producto de 5 victorias y 3 derrotas, entre los resultados se encuentra una insólita derrota por 2 a 0 ante Georgia, optando por jugar a la repesca.
En la segunda ronda de clasificación, fue ubicada en la ruta B junto con República Checa, Polonia y Rusia, la cual esta última sería descalificada por el conflicto bélico ente Rusia y Ucrania, en semifinales se enfrentó a República Checa, logrando una victoria por la mínima en el tiempo suplementario, pero en la final ante Polonia, perdieron por 2 a 0, quedándose sin clasificar a la copa del mundo.
Luego del fracaso rumbo al mundial, Suecia fue ubicada en el grupo 4 de la liga B de la NL 2022, junto con Noruega, Serbia y Eslovenia, descendiendo a la liga C con solamente 4 puntos, producto de una victoria y un empate ante Eslovenia.
En la clasificación rumbo a la Eurocopa 2024, Suecia quedó ubicada en el grupo F, junto con Bélgica, Austria, Azerbaiyán y Estonia, donde quedó lejos de clasificar, obteniendo 10 puntos, producto de 3 victorias, 1 empate y 4 derrotas, entre ellas una vergonzosa derrota ante Azerbaiyán por 3 a 0, tras estos fracasos, Janne Anderson renunció a su cargo de entrenador.

## Últimos partidos y próximos encuentros
Actualizado al último partido jugado el 19 de noviembre de 2024.
| Fecha      | Ciudad     | Local      | Resultado | Visitante  | Competición                 |
| ---------- | ---------- | ---------- | --------- | ---------- | --------------------------- |
| 12-01-2024 | Pafos      | Suecia     | 2:1 (1:1) | Estonia    | Partido amistoso            |
| 21-03-2024 | Guimarães  | Portugal   | 5:2 (3:0) | Suecia     | Partido amistoso            |
| 25-03-2024 | Solna      | Suecia     | 1:0 (0:0) | Albania    | Partido amistoso            |
| 05-06-2024 | Copenhague | Dinamarca  | 2:1 (1:1) | Suecia     | Partido amistoso            |
| 08-06-2024 | Solna      | Suecia     | 0:3 (0:1) | Serbia     | Partido amistoso            |
| 05-09-2024 | Bakú       | Azerbaiyán | 1:3 (0:0) | Suecia     | Liga de Naciones UEFA 24/25 |
| 08-09-2024 | Solna      | Suecia     | 3:0 (3:0) | Estonia    | Liga de Naciones UEFA 24/25 |
| 11-10-2024 | Bratislava | Eslovaquia | 2:2 (1:2) | Suecia     | Liga de Naciones UEFA 24/25 |
| 14-10-2024 | Tallin     | Estonia    | 0:3 (0:2) | Suecia     | Liga de Naciones UEFA 24/25 |
| 16-11-2024 | Solna      | Suecia     | 2:1 (1:1) | Eslovaquia | Liga de Naciones UEFA 24/25 |
| 19-11-2024 | Solna      | Suecia     | 6:0 (3:0) | Azerbaiyán | Liga de Naciones UEFA 24/25 |

## Jugadores

### Jugadores con más participaciones
Actualizado el 2 de julio de 2024.
| Pos. | Jugador              | Período     | Partidos |
| ---- | -------------------- | ----------- | -------- |
| 1.º  | Anders Svensson      | 1999 - 2013 | 148      |
| 2.º  | Thomas Ravelli       | 1981 - 1997 | 143      |
| 3.º  | Andreas Isaksson     | 2002 - 2016 | 133      |
| 4.º  | Sebastián Larsson    | 2008 - 2022 | 133      |
| 5.º  | Kim Källström        | 2001 - 2016 | 131      |
| 6.º  | Zlatan Ibrahimović   | 2001 - 2023 | 122      |
| 5.º  | Olof Mellberg        | 2000 - 2014 | 117      |
| 7.º  | Roland Nilsson       | 1986 - 2000 | 116      |
| 9.º  | Björn Nordqvist      | 1963 - 1978 | 115      |
| 10.º | Niclas Alexandersson | 1993 - 2008 | 109      |

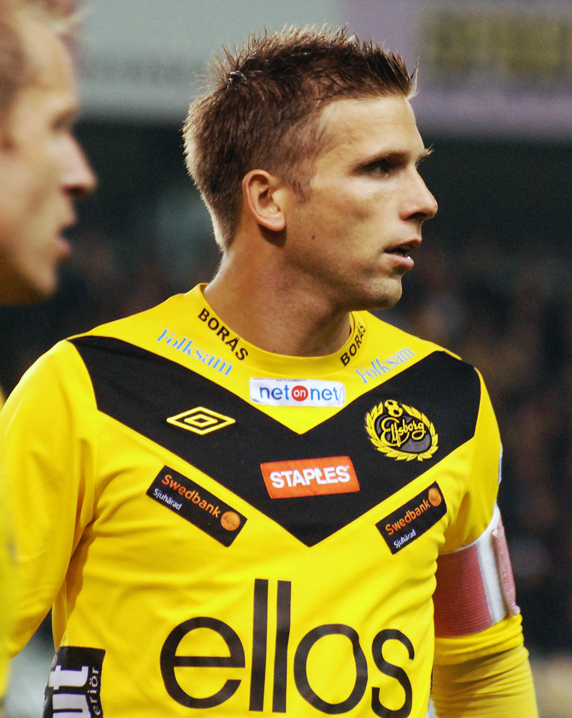
Anders Svensson es el jugador con más apariciones para Suecia con 148.

- En negrita los jugadores aún activos.

### Máximos goleadores
| Pos. | Jugador                    | Período   | Goles | Partidos |
| ---- | -------------------------- | --------- | ----- | -------- |
| 1.º  | Zlatan Ibrahimović (lista) | 2001-2023 | 62    | 122      |
| 2.º  | Sven Rydell                | 1923-1932 | 49    | 43       |
| 3.º  | Gunnar Nordahl             | 1942-1948 | 43    | 33       |
| 4.º  | Henrik Larsson             | 1993-2009 | 37    | 106      |
| 5.º  | Gunnar Gren                | 1940-1958 | 32    | 57       |
| 6.º  | Kennet Andersson           | 1990-2000 | 31    | 83       |
| 7.º  | Marcus Allbäck             | 1999-2008 | 30    | 74       |
| 8.º  | Martin Dahlin              | 1991-1997 | 29    | 60       |
| 9.º  | Tomas Brolin               | 1990-1995 | 27    | 47       |
| 9.º  | Agne Simonsson             | 1957-1967 | 27    | 51       |

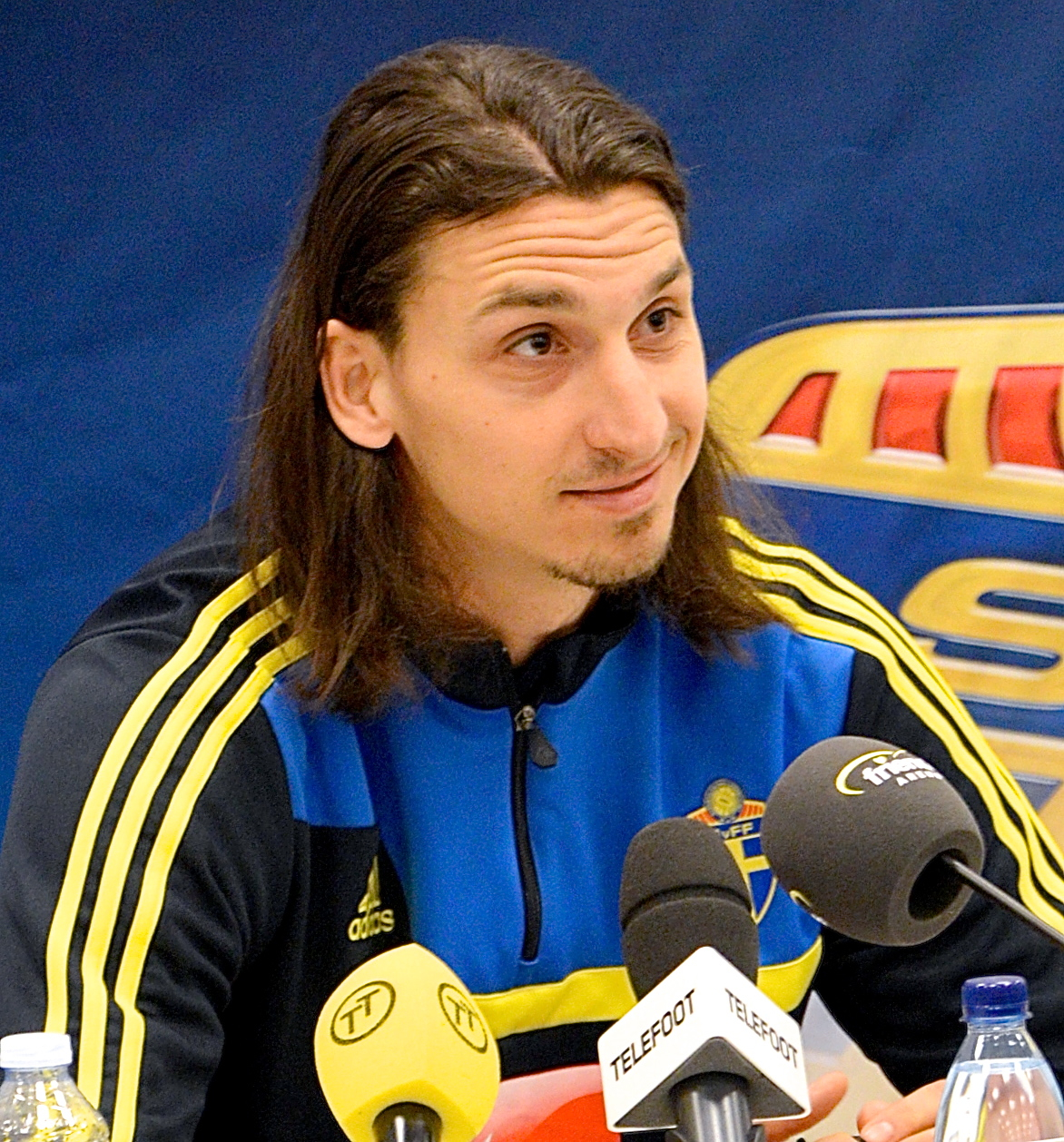
Zlatan Ibrahimović es el máximo goleador de Suecia con 62 goles.

- En negrita los jugadores aún activos.

### Última convocatoria
Los siguientes jugadores fueron llamados para los encuentros contra Luxemburgo e Irlanda del Norte en marzo de 2025.
| N.º | Nombre               | Posición      | Edad    | PJ | Goles | Club                         |
| --- | -------------------- | ------------- | ------- | -- | ----- | ---------------------------- |
| 1   | Robin Olsen          | Portero       | 35 años | 76 | 0     | Aston Villa F. C.            |
| 12  | Viktor Johansson     | Portero       | 26 años | 8  | 0     | Stoke City F. C.             |
| 23  | Oliver Dovin         | Portero       | 22 años | 2  | 0     | Coventry City F. C.          |
|     | Kristoffer Nordfeldt | Portero       | 35 años | 18 | 0     | A. I. K. Estocolmo           |
| 2   | Hjalmar Ekdal        | Defensa       | 26 años | 7  | 0     | F. C. Groningen              |
| 3   | Victor Lindelöf      | Defensa       | 30 años | 71 | 3     | Manchester United F. C.      |
| 4   | Isak Hien            | Defensa       | 26 años | 19 | 0     | Atalanta B. C.               |
| 5   | Gabriel Gudmundsson  | Defensa       | 26 años | 14 | 0     | Lille O. S. C.               |
| 6   | Samuel Dahl          | Defensa       | 22 años | 2  | 0     | S. L. Benfica                |
| 8   | Gustaf Lagerbielke   | Defensa       | 25 años | 3  | 1     | F. C. Twente                 |
| 13  | Ken Sema             | Defensa       | 32 años | 26 | 2     | Pafos F. C.                  |
| 15  | Carl Starfelt        | Defensa       | 30 años | 14 | 0     | R. C. Celta                  |
| 19  | Emil Holm            | Defensa       | 25 años | 12 | 2     | Bologna F. C.                |
| 7   | Melker Widell        | Mediocampista | 23 años | 1  | 0     | Aalborg B. K.                |
| 14  | Anton Salétros       | Mediocampista | 29 años | 13 | 0     | A. I. K. Estocolmo           |
| 16  | Jesper Karlström     | Mediocampista | 29 años | 18 | 0     | Udinese Calcio               |
| 18  | Yasin Ayari          | Mediocampista | 21 años | 10 | 1     | Brighton & Hove Albion F. C. |
| 21  | Besfort Zeneli       | Mediocampista | 22 años | 2  | 0     | I. F. Elfsborg               |
| 22  | Sebastian Nanasi     | Mediocampista | 23 años | 8  | 3     | Racing de Estrasburgo        |
|     | Hugo Larsson         | Mediocampista | 20 años | 8  | 0     | Eintracht Frankfurt          |
|     | Lucas Bergvall       | Mediocampista | 19 años | 4  | 0     | Tottenham Hotspur F. C.      |
|     | Hugo Bolin           | Mediocampista | 21 años | 1  | 0     | Malmö F. F.                  |
| 9   | Alexander Isak       | Delantero     | 25 años | 52 | 16    | Newcastle United F. C.       |
| 10  | Niclas Eliasson      | Delantero     | 29 años | 8  | 0     | A. E. K. Atenas              |
| 11  | Anthony Elanga       | Delantero     | 23 años | 21 | 4     | Nottingham Forest F. C.      |
| 17  | Gustaf Nilsson       | Delantero     | 28 años | 8  | 3     | Club Brugge                  |
| 20  | Benjamin Nygren      | Delantero     | 23 años | 2  | 1     | F. C. Nordsjælland           |
|     | Viktor Gyökeres      | Delantero     | 27 años | 26 | 15    | Sporting C. P.               |

## Entrenadores
- Ludvig Kornerup 1908

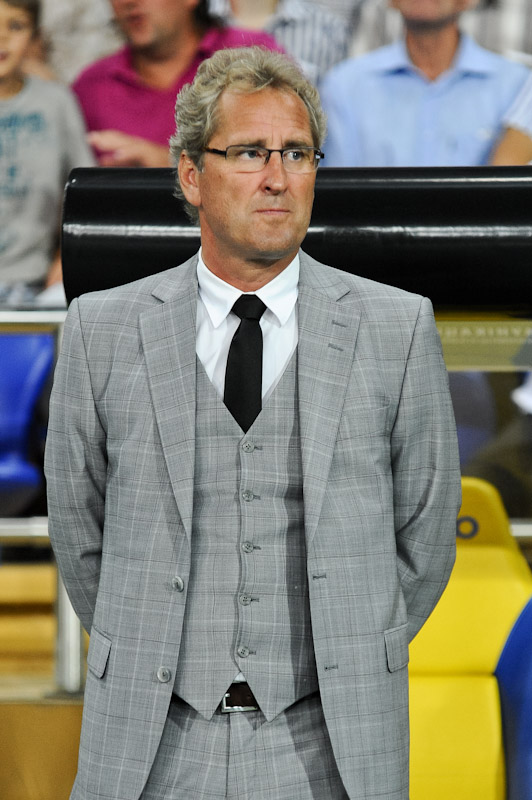
Erik Hamrén fue el entrenador de Suecia desde 2009 a 2016.

- Wilhelm Friberg 1909 – 1911
- John Ohlson 1912
- Ruben Gelbord 1912 – 1913
- Hugo Levin 1914 – 1915
- Frey Svenson 1916
- Anton Johanson 1917 – 1920
- John Pettersson 1921 – 1936
- József Nagy 1924 – 1927
- József Nagy 1934
- Carl "Ceve" Linde 1937
- Gustaf Carlson 1938 – 1942
- József Nagy 1938
- Sección del comité 1942
- Putte Kock 1943 – 1956
- George Raynor 1946 – 1954
- George Raynor 1956 – 1958
- Eric Person 1957 – 1961
- George Raynor 1961
- Lennart Nyman 1962 – 1965
- Orvar Bergmark 1966 – 1970
- Georg Ericson 1971 – 1979
- Lars Arnesson 1980 – 1985
- Olle Nordin 1986 – 1990
- Nils Andersson 1990
- Tommy Svensson 1991 – 1997
- Tommy Söderberg 1998 – 1999
- Tommy Söderberg & L. Lagerbäck 2000-2004
- Lars Lagerbäck 2004-2009
- Erik Hamrén 2009-2016
- Janne Anderson 2016-2023
- Jon Dahl Tomasson 2024-presente:

## Colores y símbolos
Suecia siempre ha jugado en una combinación de colores que recuerda a los colores de su bandera: camiseta amarilla, pantalón azul y medias amarillas. En algunas ocasiones se ha utilizado el pantalón amarillo en la primera equipación para distinguirse del rival. La equipación titular no se ha modificado sustancialmente, a excepción de algún detalle insertado de color azul, de acuerdo a los requerimientos técnicos del proveedor: antes Umbro y actualmente Adidas.
La segunda equipación ha sido históricamente de color blanco, con los detalles de los colores de la bandera. A finales de 1990 se optaron por otros uniformes, porque el blanco no es muy diferente del amarillo. Desde entonces optaron por uniformes de color azul, con inserciones de color amarillo. Por último también se ha optado por el azul oscuro y el negro, con detalles de color amarillo.

## Uniforme
El uniforme oficial de la selección de Suecia se compone de una camiseta amarilla, pantalón azul con rayas amarillas y medias azules con rayas amarillas. El uniforme oficial alternativo se compone de camiseta, pantalones y medias negra con rayas blancas.
| Primer uniforme | (Ver evolución) | Equipación actual |

## Estadísticas

### Copa Mundial de la FIFA
| Año   | Ronda            | Posición       | PJ             | PG             | PE             | PP             | GF             | GC             | Dif.           | Goleador                        |              |
| ----- | ---------------- | -------------- | -------------- | -------------- | -------------- | -------------- | -------------- | -------------- | -------------- | ------------------------------- | ------------ |
| 1930  | No participó     | No participó   | No participó   | No participó   | No participó   | No participó   | No participó   | No participó   | No participó   | No participó                    |              |
| 1934  | Cuartos de final | 8.º            | 2              | 1              | 0              | 1              | 4              | 4              | 0              | Sven Jonasson: 2                |              |
| 1938  | Cuarto puesto    | 4.º            | 3              | 1              | 0              | 2              | 11             | 9              | +2             | Andersson y Wetterström: 3      |              |
| 1950  | Tercer lugar     | 3.º            | 5              | 2              | 1              | 2              | 11             | 15             | -4             | Karl-Erik Palmér y Sundqvist: 3 |              |
| 1954  | No clasificó     | No clasificó   | No clasificó   | No clasificó   | No clasificó   | No clasificó   | No clasificó   | No clasificó   | No clasificó   | No clasificó                    |              |
| 1958  | Subcampeón       | 2.º            | 6              | 4              | 1              | 1              | 12             | 7              | +5             | Simonsson y Hamrin: 4           |              |
| 1962  | No clasificó     | No clasificó   | No clasificó   | No clasificó   | No clasificó   | No clasificó   | No clasificó   | No clasificó   | No clasificó   | No clasificó                    | No clasificó |
| 1966  | No clasificó     | No clasificó   | No clasificó   | No clasificó   | No clasificó   | No clasificó   | No clasificó   | No clasificó   | No clasificó   | No clasificó                    | No clasificó |
| 1970  | Primera ronda    | 9.º            | 3              | 1              | 1              | 1              | 2              | 2              | 0              | Turesson y Grahn: 1             |              |
| 1974  | Segunda ronda    | 5.º            | 6              | 2              | 2              | 2              | 7              | 6              | +1             | Ralf Edstrom: 4                 |              |
| 1978  | Primera ronda    | 13.º           | 3              | 0              | 1              | 2              | 1              | 3              | -2             | Thomas Sjöberg: 1               |              |
| 1982  | No clasificó     | No clasificó   | No clasificó   | No clasificó   | No clasificó   | No clasificó   | No clasificó   | No clasificó   | No clasificó   | No clasificó                    |              |
| 1986  | No clasificó     | No clasificó   | No clasificó   | No clasificó   | No clasificó   | No clasificó   | No clasificó   | No clasificó   | No clasificó   | No clasificó                    |              |
| 1990  | Primera ronda    | 21.º           | 3              | 0              | 0              | 3              | 3              | 6              | -3             | Brolin, Strömberg y Ekström: 1  |              |
| 1994  | Tercer lugar     | 3.º            | 7              | 3              | 3              | 1              | 15             | 8              | +7             | Kennet Andersson: 5             |              |
| 1998  | No clasificó     | No clasificó   | No clasificó   | No clasificó   | No clasificó   | No clasificó   | No clasificó   | No clasificó   | No clasificó   | No clasificó                    |              |
| 2002  | Octavos de final | 13.º           | 4              | 1              | 2              | 1              | 5              | 5              | 0              | Henrik Larsson: 3               |              |
| 2006  | Octavos de final | 14.º           | 4              | 1              | 2              | 1              | 3              | 4              | -1             | Ljungberg, Allbäck y Larsson: 1 |              |
| 2010  | No clasificó     | No clasificó   | No clasificó   | No clasificó   | No clasificó   | No clasificó   | No clasificó   | No clasificó   | No clasificó   | No clasificó                    |              |
| 2014  | No clasificó     | No clasificó   | No clasificó   | No clasificó   | No clasificó   | No clasificó   | No clasificó   | No clasificó   | No clasificó   | No clasificó                    |              |
| 2018  | Cuartos de final | 7.º            | 5              | 3              | 0              | 2              | 6              | 4              | +2             | Andreas Granqvist: 2            |              |
| 2022  | No clasificó     | No clasificó   | No clasificó   | No clasificó   | No clasificó   | No clasificó   | No clasificó   | No clasificó   | No clasificó   | No clasificó                    |              |
| 2026  | Por disputarse   | Por disputarse | Por disputarse | Por disputarse | Por disputarse | Por disputarse | Por disputarse | Por disputarse | Por disputarse | Por disputarse                  |              |
| Total | 12/22            | 10.º           | 51             | 19             | 13             | 19             | 80             | 73             | +7             | Andersson y Larsson: 5          |              |

### Eurocopa
| Año   | Ronda            | Posición       | PJ             | PG             | PE             | PP             | GF             | GC             | Dif.           | Goleador              |
| ----- | ---------------- | -------------- | -------------- | -------------- | -------------- | -------------- | -------------- | -------------- | -------------- | --------------------- |
| 1960  | No participó     | No participó   | No participó   | No participó   | No participó   | No participó   | No participó   | No participó   | No participó   | No participó          |
| 1964  | No clasificó     | No clasificó   | No clasificó   | No clasificó   | No clasificó   | No clasificó   | No clasificó   | No clasificó   | No clasificó   | No clasificó          |
| 1968  | No clasificó     | No clasificó   | No clasificó   | No clasificó   | No clasificó   | No clasificó   | No clasificó   | No clasificó   | No clasificó   | No clasificó          |
| 1972  | No clasificó     | No clasificó   | No clasificó   | No clasificó   | No clasificó   | No clasificó   | No clasificó   | No clasificó   | No clasificó   | No clasificó          |
| 1976  | No clasificó     | No clasificó   | No clasificó   | No clasificó   | No clasificó   | No clasificó   | No clasificó   | No clasificó   | No clasificó   | No clasificó          |
| 1980  | No clasificó     | No clasificó   | No clasificó   | No clasificó   | No clasificó   | No clasificó   | No clasificó   | No clasificó   | No clasificó   | No clasificó          |
| 1984  | No clasificó     | No clasificó   | No clasificó   | No clasificó   | No clasificó   | No clasificó   | No clasificó   | No clasificó   | No clasificó   | No clasificó          |
| 1988  | No clasificó     | No clasificó   | No clasificó   | No clasificó   | No clasificó   | No clasificó   | No clasificó   | No clasificó   | No clasificó   | No clasificó          |
| 1992  | Semifinales      | 4.º            | 4              | 2              | 1              | 1              | 6              | 5              | +1             | Tomas Brolin: 3       |
| 1996  | No clasificó     | No clasificó   | No clasificó   | No clasificó   | No clasificó   | No clasificó   | No clasificó   | No clasificó   | No clasificó   | No clasificó          |
| 2000  | Primera ronda    | 14.º           | 3              | 0              | 1              | 2              | 2              | 4              | -2             | Mjällby Y Larsson: 1  |
| 2004  | Cuartos de final | 7.º            | 4              | 1              | 3              | 0              | 8              | 3              | +5             | Henrik Larsson: 3     |
| 2008  | Primera ronda    | 10.º           | 3              | 1              | 0              | 2              | 3              | 4              | -1             | Zlatan Ibrahimović: 2 |
| 2012  | Primera ronda    | 13.º           | 3              | 1              | 0              | 2              | 5              | 5              | 0              | Zlatan Ibrahimović: 2 |
| 2016  | Primera ronda    | 20.º           | 3              | 0              | 1              | 2              | 1              | 3              | -2             | -                     |
| 2020  | Octavos de final | 10.º           | 4              | 2              | 1              | 1              | 5              | 4              | +1             | Emil Forsberg: 4      |
| 2024  | No clasificó     | No clasificó   | No clasificó   | No clasificó   | No clasificó   | No clasificó   | No clasificó   | No clasificó   | No clasificó   | No clasificó          |
| 2028  | Por disputarse   | Por disputarse | Por disputarse | Por disputarse | Por disputarse | Por disputarse | Por disputarse | Por disputarse | Por disputarse | Por disputarse        |
| Total | 7/17             | 13.º           | 24             | 7              | 7              | 10             | 30             | 28             | +2             | Zlatan Ibrahimović: 6 |

### Liga de Naciones de la UEFA
| Liga A  | Liga A    | Liga A    | Liga A    | Liga A    | Liga A    | Liga A    | Liga A    | Liga A    | Liga A    | Liga A    | Liga A                                             |              | Liga B       | Liga B       | Liga B    | Liga B    | Liga B    | Liga B    | Liga B    | Liga B    | Liga B    | Liga B                                          | Liga B    |           |
| Edición | Mov       | Resultado | Posición  | PJ        | PG        | PE        | PP        | GF        | GC        | Dif       | Goleador                                           | Mov          | Resultado    | Posición     | PJ        | PG        | PE        | PP        | GF        | GC        | Dif       | Goleador                                        |           |           |
| ------- | --------- | --------- | --------- | --------- | --------- | --------- | --------- | --------- | --------- | --------- | -------------------------------------------------- | ------------ | ------------ | ------------ | --------- | --------- | --------- | --------- | --------- | --------- | --------- | ----------------------------------------------- | --------- | --------- |
| 2018-19 | En liga B | En liga B | En liga B | En liga B | En liga B | En liga B | En liga B | En liga B | En liga B | En liga B | En liga B                                          | Entró        | Ascenso      | 16.º         | 4         | 2         | 1         | 1         | 5         | 3         | +2        | Thelin, Claesson, Granquist, Lindelöf y Berg: 1 |           |           |
| 2020-21 | Salió     | Descenso  | 14.°      | 6         | 1         | 0         | 5         | 5         | 13        | -8        | Berg, Kulusevski, Danielson, Claesson y Quaison: 1 | En liga A    | En liga A    | En liga A    | En liga A | En liga A | En liga A | En liga A | En liga A | En liga A | En liga A | En liga A                                       | En liga A | En liga A |
| 2022-23 | En liga B | En liga B | En liga B | En liga B | En liga B | En liga B | En liga B | En liga B | En liga B | En liga B | En liga B                                          | Salió        | Descenso     | 30.º         | 6         | 1         | 1         | 4         | 7         | 11        | -4        |                                                 |           |           |
| Total   | Total     | 1/2       | 14.°      | 6         | 1         | 0         | 5         | 5         | 13        | -8        | Berg, Kulusevski, Danielson, Claesson y Quaison: 1 | Total liga B | Total liga B | Total liga B | 10        | 3         | 2         | 5         | 12        | 14        | -2        | Thelin, Claesson, Granquist, Lindelöf y Berg: 1 |           |           |

### Juegos Olímpicos
| Año | Ronda                         | Posición                      | PJ                            | PG                            | PE                            | PP                            | GF                            | GC                            | Dif.                          | Goleador                             |
| --- | ----------------------------- | ----------------------------- | ----------------------------- | ----------------------------- | ----------------------------- | ----------------------------- | ----------------------------- | ----------------------------- | ----------------------------- | ------------------------------------ |
| 1908 | Cuarto lugar                  | 4.º                           | 2                             | 0                             | 0                             | 2                             | 1                             | 14                            | -13                           | Gustaf Bergström: 1                  |
| 1912 | Octavos de final              | 9.º                           | 2                             | 0                             | 0                             | 2                             | 3                             | 5                             | -2                            | Svensson: 2                          |
| 1920 | Octavos de final              | 6.º                           | 3                             | 1                             | 0                             | 2                             | 14                            | 7                             | +7                            | Herbert Carlsson: 7                  |
| 1924 | Tercer lugar                  | 3.º                           | 5                             | 3                             | 1                             | 1                             | 18                            | 5                             | +13                           | Sven Rydell: 6                       |
| 1928 | No participó                  | No participó                  | No participó                  | No participó                  | No participó                  | No participó                  | No participó                  | No participó                  | No participó                  | No participó                         |
| 1932 | No hubo competición de fútbol | No hubo competición de fútbol | No hubo competición de fútbol | No hubo competición de fútbol | No hubo competición de fútbol | No hubo competición de fútbol | No hubo competición de fútbol | No hubo competición de fútbol | No hubo competición de fútbol | No hubo competición de fútbol        |
| 1936 | Octavos de final              | 9.º                           | 1                             | 0                             | 0                             | 1                             | 2                             | 3                             | -1                            | Erik Persson: 2                      |
| 1948 | Campeón                       | 1.º                           | 4                             | 4                             | 0                             | 0                             | 22                            | 3                             | +19                           | Gunnar Nordahl: 7                    |
| Desde 1952 los Juegos Olímpicos los disputan selecciones amateurs, y a partir de 1992 selecciones sub-23 |                               |                               |                               |                               |                               |                               |                               |                               |                               |                                      |
| Total | 6/7                           | -                             | 17                            | 8                             | 1                             | 8                             | 60                            | 37                            | +23                           | Herbert Carlsson y Gunnar Nordahl: 7 |

### Finales disputadas
La presente lista incluye solo partidos finales jugados por torneos mundiales, intercontinentales, y continentales oficiales a nivel de Selecciones absolutas.
Se incluyen las finales olímpicas disputadas por selecciones absolutas (desde la primera olimpíada hasta la edición de 1948).
| Año  | Torneo           | Resultado               |
| ---- | ---------------- | ----------------------- |
| 1948 | Juegos Olímpicos | Suecia 3 - 1 Yugoslavia |
| 1958 | Mundial          | Suecia 2 - 5 Brasil     |

- Suecia jugó 2 finales, ganó 1 y perdió 1; (1-1)

## Palmarés

### Selección absoluta

#### Torneos oficiales
| Copa Mundial de Fútbol    | –        | 1 (1958)           | 2 (1950 y 1994)    | 1 (1938)           |                    |
| Eurocopa                  | –        | –                  | 1 (1992)           | –                  |                    |
| Torneo Olímpico de Fútbol | 1 (1948) | –                  | 1 (1924)           | 1 (1908)           |                    |
| Total                     | 1 título | Selección absoluta | Selección absoluta | Selección absoluta | Selección absoluta |

#### Torneos amistosos
- Campeonato Nórdico de Fútbol (9):[3] 1933-36, 1937-47, 1948-51, 1952-55, 1956-59, 1960-63, 1964-67, 1968-71 y 1972-77.
  - Subcampeón (4): 1924-28, 1929-32, 1978-80 y 1981-83.
- Torneo Internacional de Maspalomas (1): 1988
- Copa Carlsberg (1): 1996.[4]
- King's Cup (4): 1997, 2001, 2003 y 2013.

### Selección sub-21
- Eurocopa Sub-21:
  - Campeón (1): 2015.

## Galería

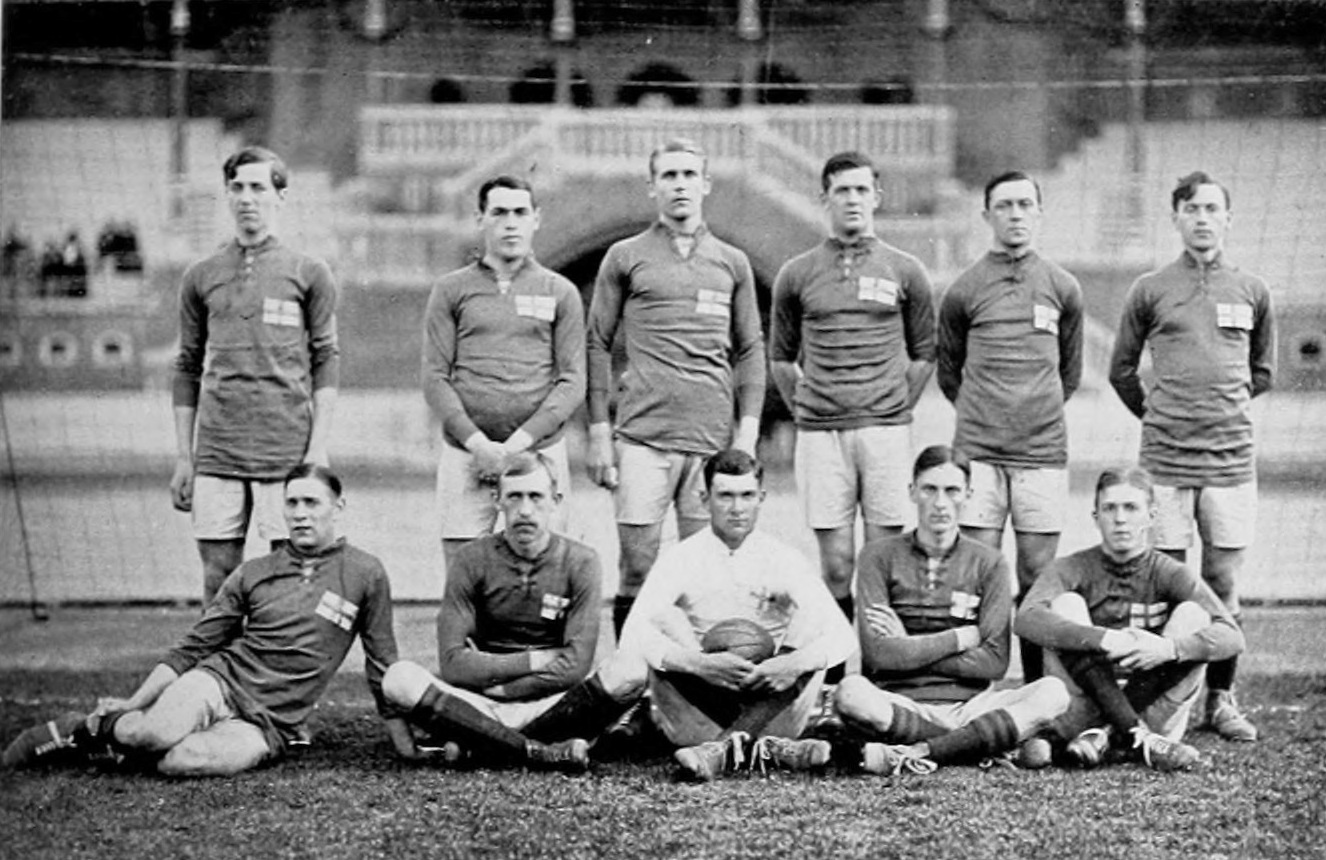
Selección de Suecia de la Olimpiada de Estocolmo 1912
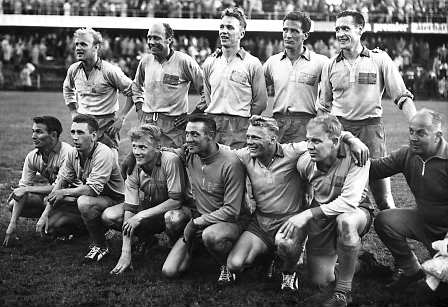
Equipo subcampeón del mundo en Suecia 1958
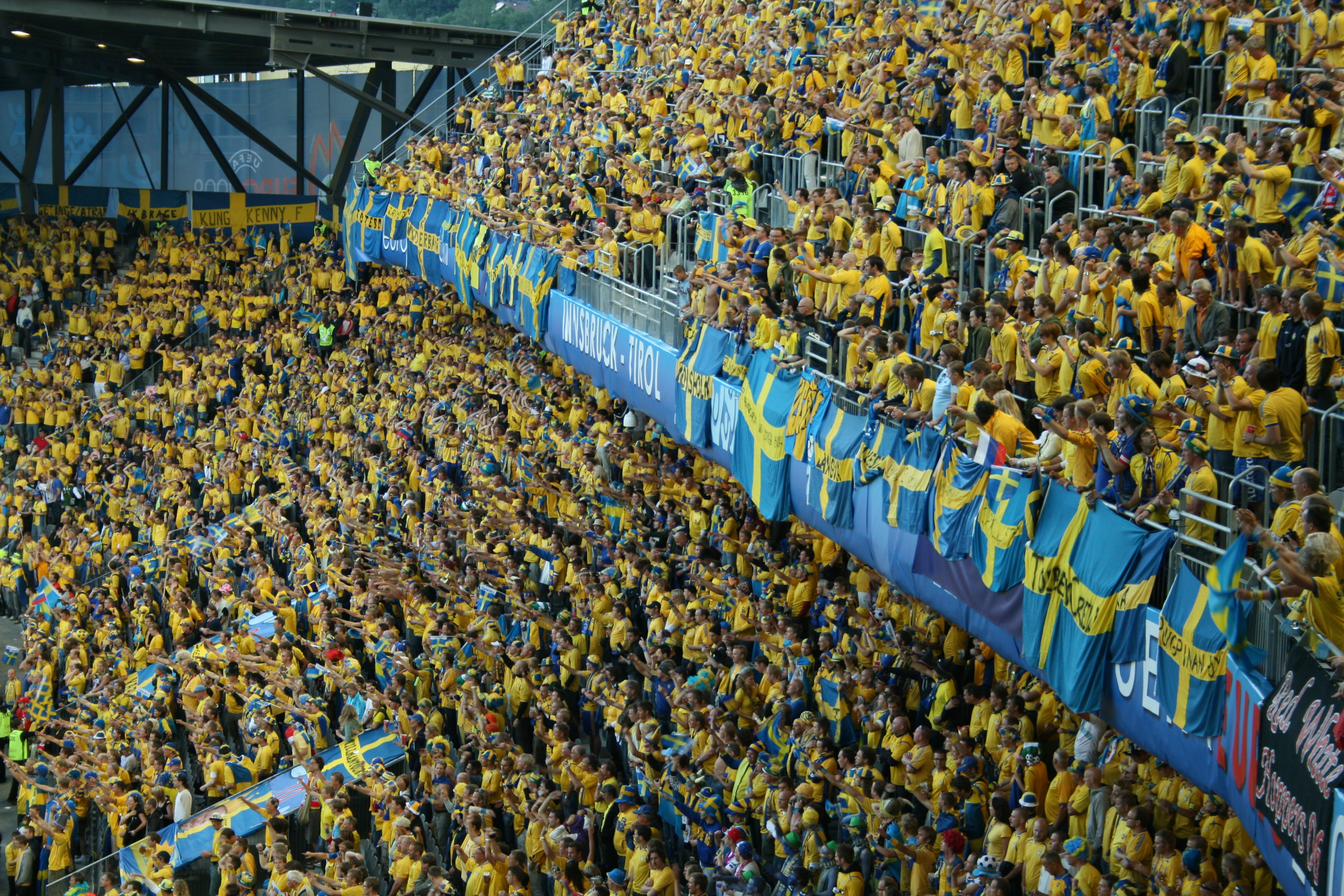
Aficionados suecos
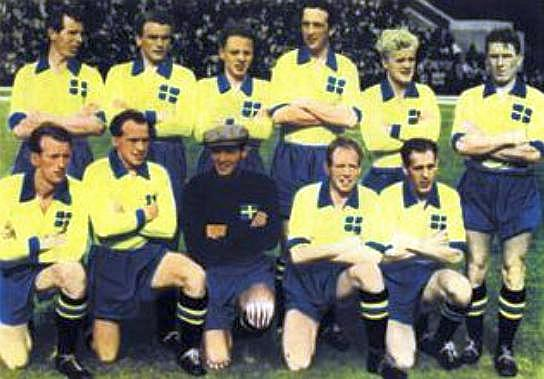
Equipo del Mundial de 1950
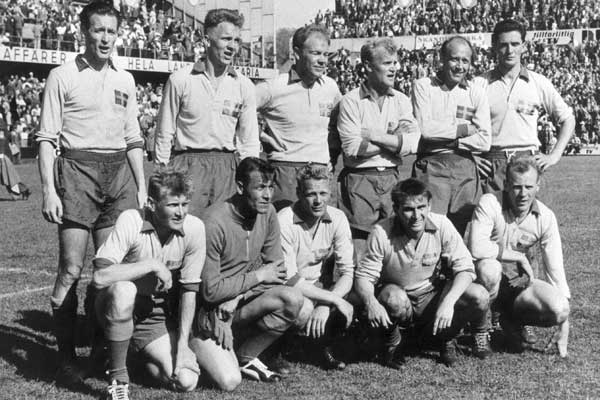
Equipo del Mundial de 1958
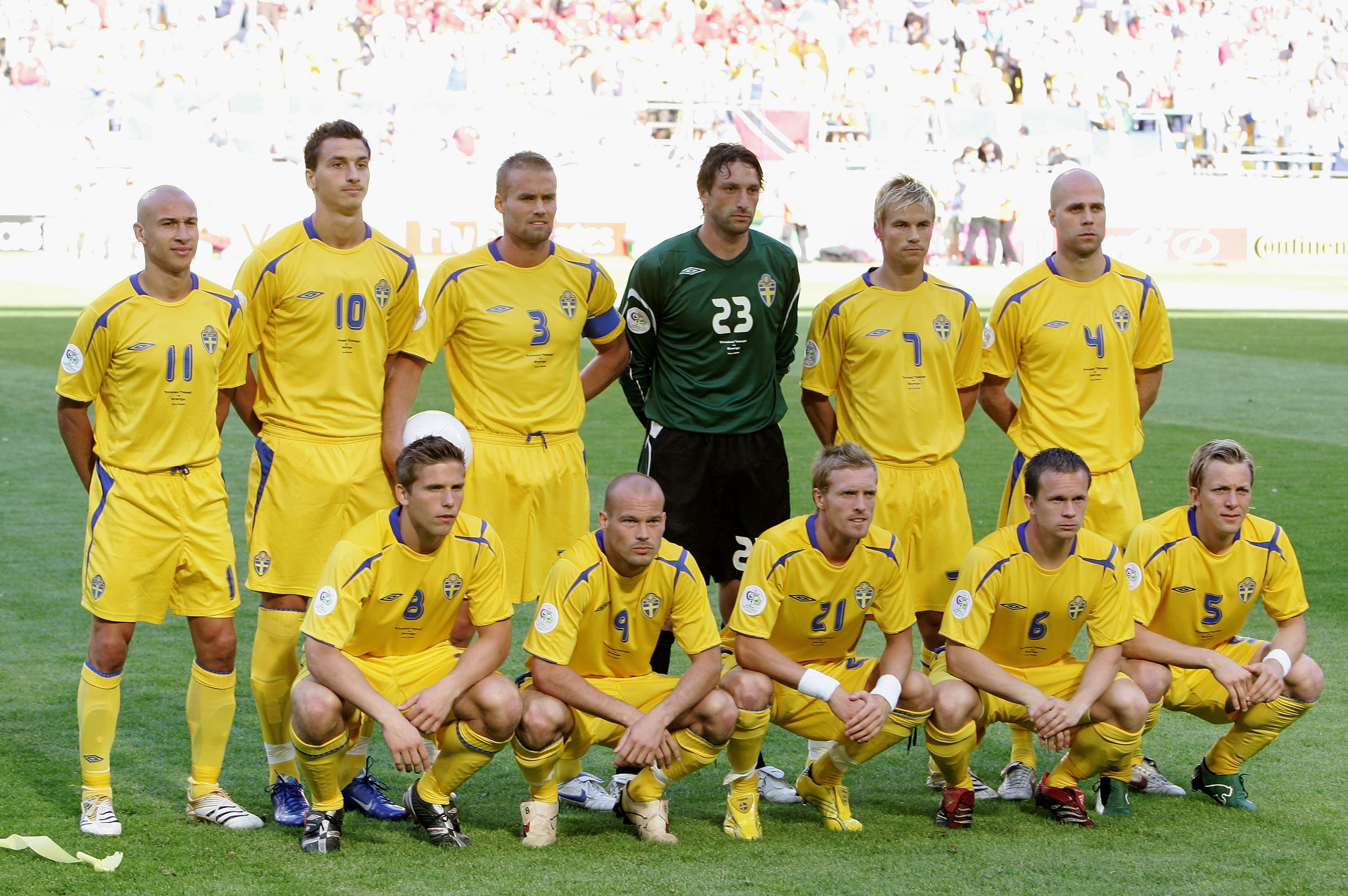
Equipo del Mundial de 2006
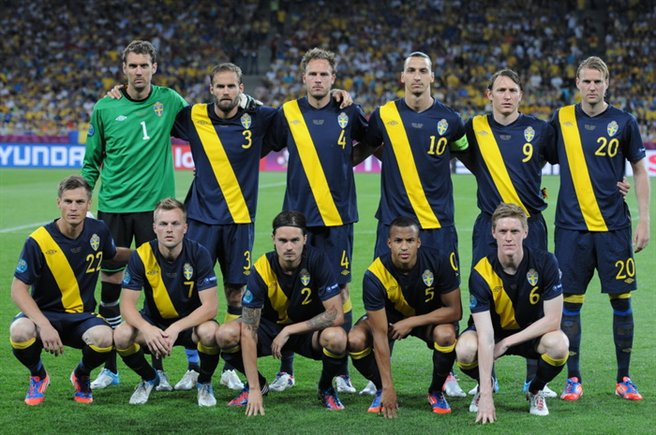
Equipo de la Euro 2012
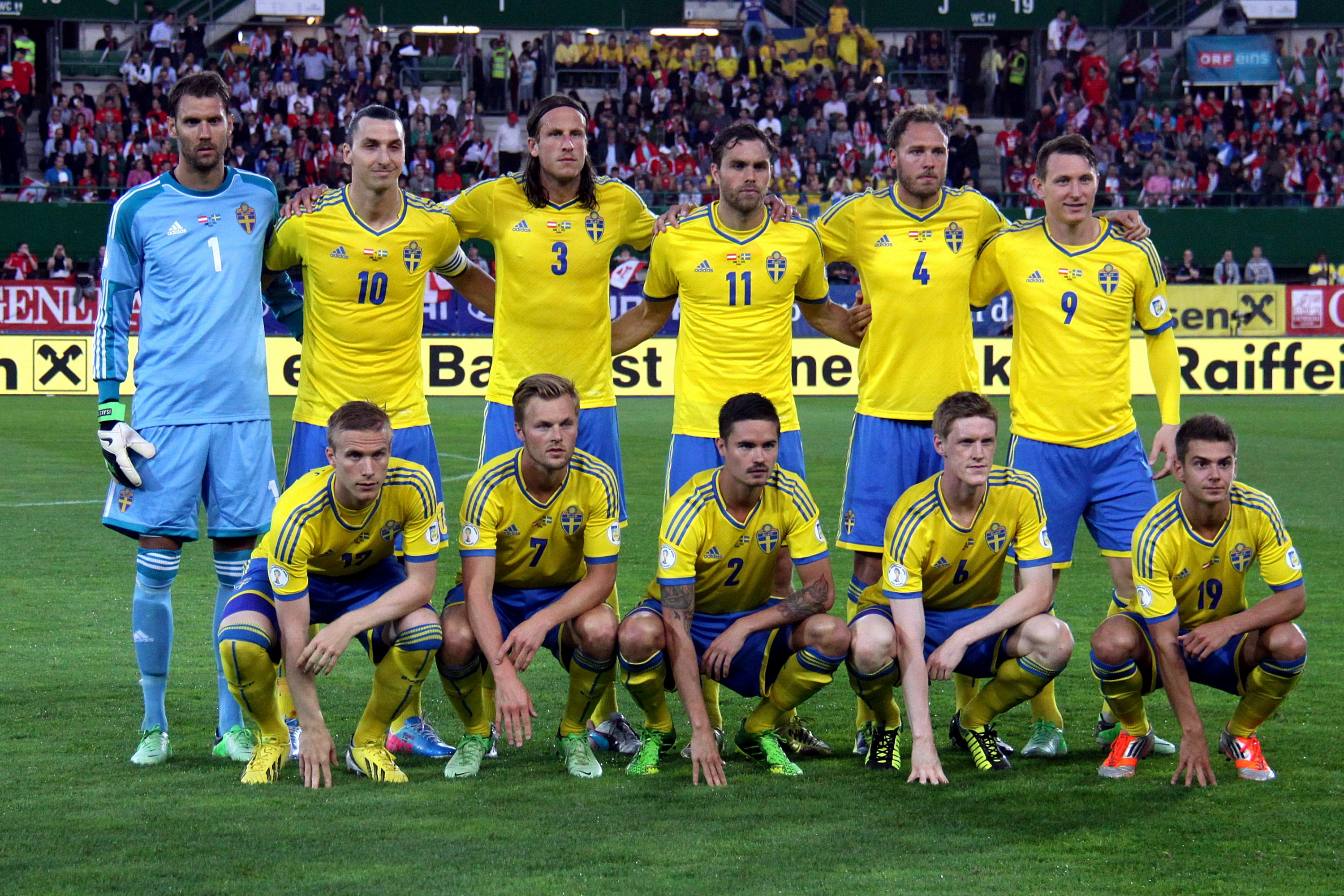
Austria vs Suecia, Clasificatorias Mundial 2014.

## Récord ante otras selecciones
Actualizado al 14 de octubre de 2024.
| Rival                  | J    | G   | E   | P   | GF   | GC   | GD   | Efectividad |
| ---------------------- | ---- | --- | --- | --- | ---- | ---- | ---- | ----------- |
| Albania                | 6    | 4   | 1   | 1   | 11   | 5    | +6   | 66.67%      |
| Argelia                | 5    | 4   | 1   | 0   | 11   | 1    | +10  | 80%         |
| Argentina              | 3    | 1   | 1   | 1   | 6    | 6    | 0    | 33.33%      |
| Armenia                | 1    | 1   | 0   | 0   | 3    | 1    | +2   | 100%        |
| Australia              | 7    | 1   | 2   | 4   | 3    | 7    | −4   | 14.29%      |
| Austria                | 37   | 13  | 6   | 18  | 55   | 57   | −2   | 35.14%      |
| Azerbaiyán             | 5    | 4   | 0   | 1   | 12   | 4    | +8   | 80%         |
| Baréin                 | 1    | 1   | 0   | 0   | 2    | 0    | +2   | 100%        |
| Barbados               | 1    | 1   | 0   | 0   | 4    | 0    | +4   | 100%        |
| Bielorrusia            | 5    | 5   | 0   | 0   | 16   | 2    | +14  | 100%        |
| Bélgica                | 17   | 5   | 3   | 9   | 31   | 27   | +4   | 29.41%      |
| Bosnia y Herzegovina   | 1    | 1   | 0   | 0   | 4    | 2    | +2   | 100%        |
| Botsuana               | 1    | 1   | 0   | 0   | 2    | 1    | +1   | 100%        |
| Brasil                 | 15   | 2   | 3   | 10  | 17   | 35   | −18  | 13.33%      |
| Bulgaria               | 16   | 11  | 2   | 3   | 31   | 11   | +20  | 68.75%      |
| Camerún                | 1    | 0   | 1   | 0   | 2    | 2    | 0    | 0%          |
| Chile                  | 2    | 0   | 1   | 1   | 2    | 3    | −1   | 0%          |
| China                  | 3    | 2   | 1   | 0   | 6    | 2    | +4   | 66.67%      |
| Colombia               | 2    | 0   | 2   | 0   | 2    | 2    | 0    | 0%          |
| Costa Rica             | 2    | 1   | 0   | 1   | 2    | 2    | 0    | 50%         |
| Croacia                | 6    | 2   | 0   | 4   | 7    | 8    | −1   | 33.33%      |
| Cuba                   | 1    | 1   | 0   | 0   | 8    | 0    | +8   | 100%        |
| Chipre                 | 6    | 5   | 1   | 0   | 19   | 3    | +16  | 83.33%      |
| República Checa        | 20   | 5   | 6   | 9   | 28   | 41   | −13  | 25%         |
| Dinamarca              | 110  | 47  | 21  | 42  | 189  | 179  | +10  | 42.73%      |
| Alemania Democrática   | 6    | 2   | 1   | 3   | 8    | 9    | −1   | 33.33%      |
| Ecuador                | 2    | 0   | 1   | 1   | 2    | 3    | −1   | 0%          |
| Egipto                 | 4    | 2   | 0   | 2   | 10   | 3    | +7   | 50%         |
| Inglaterra             | 28   | 7   | 9   | 12  | 34   | 67   | −33  | 25%         |
| Estonia                | 23   | 20  | 3   | 0   | 70   | 18   | +52  | 86.96%      |
| Islas Feroe            | 5    | 4   | 1   | 0   | 11   | 1    | +10  | 80%         |
| Finlandia              | 91   | 69  | 11  | 11  | 299  | 96   | +203 | 75.82%      |
| Francia                | 23   | 6   | 5   | 12  | 23   | 34   | −11  | 26.09%      |
| Georgia                | 2    | 1   | 0   | 1   | 1    | 2    | −1   | 50%         |
| Alemania               | 38   | 13  | 9   | 16  | 63   | 72   | −9   | 34.21%      |
| Grecia                 | 9    | 3   | 3   | 3   | 20   | 10   | +10  | 33.33%      |
| Hungría                | 46   | 17  | 11  | 18  | 79   | 91   | −12  | 36.96%      |
| Islandia               | 17   | 12  | 3   | 2   | 39   | 18   | +21  | 70.59%      |
| Irán                   | 1    | 1   | 0   | 0   | 3    | 1    | +2   | 100%        |
| Israel                 | 12   | 7   | 4   | 1   | 26   | 9    | +17  | 58.33%      |
| Italia                 | 25   | 7   | 7   | 11  | 25   | 28   | −3   | 28%         |
| Costa de Marfil        | 3    | 1   | 0   | 2   | 3    | 3    | 0    | 33.33%      |
| Jamaica                | 2    | 1   | 1   | 0   | 2    | 1    | +1   | 50%         |
| Japón                  | 5    | 1   | 3   | 1   | 7    | 7    | 0    | 20%         |
| Jordania               | 1    | 0   | 1   | 0   | 0    | 0    | 0    | 0%          |
| Kazajistán             | 2    | 2   | 0   | 0   | 3    | 0    | +3   | 100%        |
| Kosovo                 | 3    | 3   | 0   | 0   | 7    | 0    | +7   | 100%        |
| Letonia                | 17   | 11  | 4   | 2   | 54   | 12   | +42  | 64.71%      |
| Liechtenstein          | 4    | 4   | 0   | 0   | 10   | 1    | +9   | 100%        |
| Lituania               | 5    | 5   | 0   | 0   | 22   | 3    | +19  | 100%        |
| Luxemburgo             | 6    | 5   | 1   | 0   | 16   | 1    | +15  | 83.33%      |
| Malasia                | 1    | 1   | 0   | 0   | 3    | 1    | +2   | 100%        |
| Malta                  | 13   | 13  | 0   | 0   | 49   | 2    | +47  | 100%        |
| México                 | 11   | 6   | 3   | 2   | 13   | 6    | +7   | 54.55%      |
| Moldavia               | 9    | 9   | 0   | 0   | 24   | 4    | +20  | 100%        |
| Montenegro             | 3    | 2   | 1   | 0   | 6    | 3    | +3   | 66.67%      |
| Países Bajos           | 25   | 8   | 6   | 11  | 48   | 47   | +1   | 32%         |
| Nueva Zelanda          | 1    | 1   | 0   | 0   | 4    | 1    | +3   | 100%        |
| Nigeria                | 2    | 2   | 0   | 0   | 5    | 2    | +3   | 100%        |
| Corea del Norte        | 3    | 1   | 2   | 0   | 6    | 2    | +4   | 33.33%      |
| Macedonia del Norte    | 3    | 3   | 0   | 0   | 4    | 1    | +3   | 100%        |
| Irlanda del Norte      | 7    | 3   | 1   | 3   | 7    | 10   | −3   | 42.86%      |
| Noruega                | 111  | 60  | 25  | 26  | 284  | 155  | +129 | 54.05%      |
| Omán                   | 1    | 1   | 0   | 0   | 1    | 0    | +1   | 100%        |
| Paraguay               | 3    | 1   | 1   | 1   | 4    | 4    | 0    | 33.33%      |
| Perú                   | 1    | 0   | 1   | 0   | 0    | 0    | 0    | 0%          |
| Polonia                | 28   | 15  | 4   | 9   | 59   | 41   | +18  | 53.57%      |
| Portugal               | 21   | 7   | 6   | 8   | 31   | 30   | +1   | 33.33%      |
| Catar                  | 3    | 2   | 1   | 0   | 8    | 2    | +6   | 66.67%      |
| Irlanda                | 11   | 5   | 3   | 3   | 17   | 14   | +3   | 45.45%      |
| Rumania                | 12   | 6   | 3   | 3   | 24   | 12   | +12  | 50%         |
| Rusia                  | 29   | 10  | 10  | 9   | 37   | 47   | −10  | 34.48%      |
| San Marino             | 4    | 4   | 0   | 0   | 22   | 0    | +22  | 100%        |
| Arabia Saudita         | 3    | 2   | 1   | 0   | 6    | 3    | +3   | 66.67%      |
| Escocia                | 12   | 6   | 1   | 5   | 19   | 14   | +5   | 50%         |
| Senegal                | 1    | 0   | 0   | 1   | 1    | 2    | −1   | 0%          |
| Serbia                 | 16   | 5   | 2   | 9   | 20   | 30   | −10  | 31.25%      |
| Singapur               | 1    | 1   | 0   | 0   | 5    | 0    | +5   | 100%        |
| Eslovaquia             | 8    | 4   | 4   | 0   | 14   | 4    | +10  | 50%         |
| Eslovenia              | 4    | 2   | 2   | 0   | 4    | 1    | +3   | 50%         |
| Sudáfrica              | 3    | 1   | 1   | 1   | 4    | 2    | +2   | 33.33%      |
| Corea del Sur          | 5    | 3   | 2   | 0   | 18   | 3    | +15  | 60%         |
| España                 | 18   | 4   | 6   | 8   | 18   | 27   | −9   | 22.22%      |
| Suiza                  | 29   | 11  | 7   | 11  | 47   | 42   | +5   | 37.93%      |
| Siria                  | 1    | 0   | 1   | 0   | 1    | 1    | 0    | 0%          |
| Tailandia              | 5    | 4   | 1   | 0   | 13   | 4    | +9   | 80%         |
| Trinidad y Tobago      | 2    | 1   | 1   | 0   | 5    | 0    | +5   | 50%         |
| Túnez                  | 4    | 2   | 1   | 1   | 3    | 2    | +1   | 50%         |
| Turquía                | 12   | 3   | 4   | 5   | 14   | 15   | −1   | 25%         |
| Ucrania                | 5    | 1   | 1   | 3   | 4    | 6    | −2   | 20%         |
| Emiratos Árabes Unidos | 2    | 1   | 0   | 1   | 3    | 2    | +1   | 50%         |
| Estados Unidos         | 8    | 4   | 0   | 4   | 13   | 10   | +3   | 50%         |
| Uruguay                | 3    | 2   | 0   | 1   | 6    | 3    | +3   | 66.67%      |
| Uzbekistán             | 1    | 1   | 0   | 0   | 2    | 1    | +1   | 100%        |
| Venezuela              | 1    | 0   | 0   | 1   | 0    | 2    | −2   | 0%          |
| Gales                  | 7    | 6   | 1   | 0   | 16   | 3    | +13  | 85.71%      |
| Total                  | 1107 | 546 | 233 | 328 | 2202 | 1452 | +750 | 49.32%      |